# الطواف النسائي للاتحاد الدولي لكرة المضرب – 2014 (أبريل–يونيو)
الطواف النسائي للاتحاد الدولي لكرة المضرب هي نسخة عام 2014 من الجولة الثانية في لعبة كرة المضرب للمحترفات. تنظمها الاتحاد الدولي لكرة المضرب وهي درجة أقل من جولة رابطة محترفات التنس. يتضمن الطواف العالمي لكرة المضرب النسائية برعاية الاتحاد الدولي لكرة المضرب بطولات بجوائز مالية تتراوح من $15،000 إلى $100،000.

## المواسم
| مواسم الطواف العالمي لكرة المضرب النسائية برعاية الاتحاد الدولي لكرة المضرب | مواسم الطواف العالمي لكرة المضرب النسائية برعاية الاتحاد الدولي لكرة المضرب | مواسم الطواف العالمي لكرة المضرب النسائية برعاية الاتحاد الدولي لكرة المضرب | مواسم الطواف العالمي لكرة المضرب النسائية برعاية الاتحاد الدولي لكرة المضرب | مواسم الطواف العالمي لكرة المضرب النسائية برعاية الاتحاد الدولي لكرة المضرب | مواسم الطواف العالمي لكرة المضرب النسائية برعاية الاتحاد الدولي لكرة المضرب | مواسم الطواف العالمي لكرة المضرب النسائية برعاية الاتحاد الدولي لكرة المضرب | مواسم الطواف العالمي لكرة المضرب النسائية برعاية الاتحاد الدولي لكرة المضرب | مواسم الطواف العالمي لكرة المضرب النسائية برعاية الاتحاد الدولي لكرة المضرب | مواسم الطواف العالمي لكرة المضرب النسائية برعاية الاتحاد الدولي لكرة المضرب |
| تسعينيات القرن العشرين                                                      | تسعينيات القرن العشرين                                                      | تسعينيات القرن العشرين                                                      | تسعينيات القرن العشرين                                                      | تسعينيات القرن العشرين                                                      | تسعينيات القرن العشرين                                                      | تسعينيات القرن العشرين                                                      | تسعينيات القرن العشرين                                                      | تسعينيات القرن العشرين                                                      | تسعينيات القرن العشرين                                                      |
| --------------------------------------------------------------------------- | --------------------------------------------------------------------------- | --------------------------------------------------------------------------- | --------------------------------------------------------------------------- | --------------------------------------------------------------------------- | --------------------------------------------------------------------------- | --------------------------------------------------------------------------- | --------------------------------------------------------------------------- | --------------------------------------------------------------------------- | --------------------------------------------------------------------------- |
| 1994                                                                        | 1995                                                                        | 1995                                                                        | 1996                                                                        | 1997                                                                        | 1998                                                                        | 1999                                                                        |                                                                             |                                                                             |                                                                             |
| العقد الأول من القرن 21                                                     |                                                                             |                                                                             |                                                                             |                                                                             |                                                                             |                                                                             |                                                                             |                                                                             |                                                                             |
| 2000                                                                        | 2001                                                                        | 2002                                                                        | 2003                                                                        | 2004                                                                        | 2005                                                                        | 2006                                                                        | 2007                                                                        | 2008 الربع الأول · الربع الثاني · الربع الثالث                              | 2009                                                                        |
| العقد الثاني من القرن 21                                                    |                                                                             |                                                                             |                                                                             |                                                                             |                                                                             |                                                                             |                                                                             |                                                                             |                                                                             |
| 2010 الربع الأول · الربع الثاني · الربع الثالث · الربع الرابع               | 2011 الربع الأول · الربع الثاني · الربع الثالث · الربع الرابع               | 2012 الربع الأول · الربع الثاني · الربع الثالث · الربع الرابع               | 2013 الربع الأول · الربع الثاني · الربع الثالث · الربع الرابع               | 2014 الربع الأول · الربع الثاني · الربع الثالث · الربع الرابع               | 2015 الربع الأول · الربع الثاني · الربع الثالث · الربع الرابع               | 2016 الربع الأول · الربع الثاني · الربع الثالث · الربع الرابع               | 2017 الربع الأول · الربع الثاني · الربع الثالث · الربع الرابع               | 2018 الربع الأول · الربع الثاني · الربع الثالث · الربع الرابع               | 2019 الربع الأول · الربع الثاني · الربع الثالث · الربع الرابع               |
| العقد الثالث من القرن 21                                                    |                                                                             |                                                                             |                                                                             |                                                                             |                                                                             |                                                                             |                                                                             |                                                                             |                                                                             |
| 2020 الربع الأول · الربع الثاني · الربع الثالث · الربع الرابع               | 2021 الربع الأول · الربع الثاني · الربع الثالث · الربع الرابع               | 2022 الربع الأول · الربع الثاني · الربع الثالث · الربع الرابع               | 2023 الربع الأول · الربع الثاني · الربع الثالث · الربع الرابع               | 2024 الربع الأول · الربع الثاني · الربع الثالث · الربع الرابع               | 2025 الربع الأول · الربع الثاني · الربع الثالث · الربع الرابع               |                                                                             |                                                                             |                                                                             |                                                                             |

## المفتاح
| الفئات      | القيمة المالية |
| بطولات W100 | $100,000       |
| بطولات W75  | $75,000        |
| بطولات W50  | $50,000        |
| بطولات W25  | $25,000        |
| بطولات W15  | $15,000        |
| بطولات W10  | $10,000        |

## الأشهر

### أبريل
| الأسبوع  | البطولة | الفائزات                                                                    | الوصيفات                                 | المتأهلات لنصف النهائي                  | المتأهلات لربع النهائي                                                |
| -------- | --- | --------------------------------------------------------------------------- | ---------------------------------------- | --------------------------------------- | --------------------------------------------------------------------- |
| 7 أبريل  | بلهام، الولايات المتحدة ملعب ترابي $25،000 قرعة المباريات الفردية والزوجية نسخة محفوظة 2014-03-10 على موقع واي باك مشين. | لورا سيجموند 6–1، 6–4                                                       | يوليا بوتنتسيفا                          | سامانثا كراوفورد إيرينا فالكوني         | ألريكك إيكري ماديسون برينجل هايدي الطباخ ميشيل لارشر دي بريتو         |
| 7 أبريل  | بلهام، الولايات المتحدة ملعب ترابي $25،000 قرعة المباريات الفردية والزوجية نسخة محفوظة 2014-03-10 على موقع واي باك مشين. | دانييل لاو كيري وونغ 1–6، 6–4، [10–7]                                       | ديا إفتيموفا كرمن إيلونا                 | سامانثا كراوفورد إيرينا فالكوني         | ألريكك إيكري ماديسون برينجل هايدي الطباخ ميشيل لارشر دي بريتو         |
| 7 أبريل  | ملبورن، أستراليا ملعب ترابي $15،000 قرعة المباريات الفردية والزوجية                                                      | زوزانا زلوخوفا 3–6، 7–6(7–3)، 6–4                                           | هان زينيون                               | ألكساندرينا نايدينوفا زوي هايفز         | كاثرين ويستبوري إيلين بيريز فيكتوريا راجيسيك جيسيكا مور               |
| 7 أبريل  | ملبورن، أستراليا ملعب ترابي $15،000 قرعة المباريات الفردية والزوجية                                                      | جيسيكا مور ألكساندرينا نايدينوفا 7–5، 6–7(5–7)، [10–7]                      | ميو كاتو يوكي تاناكا                     | ألكساندرينا نايدينوفا زوي هايفز         | كاثرين ويستبوري إيلين بيريز فيكتوريا راجيسيك جيسيكا مور               |
| 7 أبريل  | داكار، السنغال ملعب صلب $15،000 قرعة المباريات الفردية والزوجية                                                          | كوني بيرين 6–0، 7–5                                                         | شانيل سيموندز                            | باربارا لوز كلوي باكيوت                 | جوليا سوساريلو مانو أركانجيولي كاثارينا لينيرت إيكاترينا ياشينا       |
| 7 أبريل  | داكار، السنغال ملعب صلب $15،000 قرعة المباريات الفردية والزوجية                                                          | شانيل سيموندز إميلي ويبلي سميث 6–4، 7–5                                     | كوني بيرين إيكاترينا ياشينا              | باربارا لوز كلوي باكيوت                 | جوليا سوساريلو مانو أركانجيولي كاثارينا لينيرت إيكاترينا ياشينا       |
| 7 أبريل  | ساو جوزيه دو ريو بريتو، البرازيل ملعب ترابي $10،000 قرعة المباريات الفردية والزوجية                                      | غابرييلا سي 1–1، انسحاب.                                                    | باولا كريستينا غونسالفيس                 | ناثالي كوراتا فيكتوريا بوثيو            | ماريا فرناندا ألفيس جوليانا روتشا كاردوسو إدوارد بياي صوفيا بلانكو    |
| 7 أبريل  | ساو جوزيه دو ريو بريتو، البرازيل ملعب ترابي $10،000 قرعة المباريات الفردية والزوجية                                      | ماريا فرناندا ألفيس باولا كريستينا غونسالفيس 6–2، 6–0                       | كارولينا ألفيس إنغريد غامارا مارتينز     | ناثالي كوراتا فيكتوريا بوثيو            | ماريا فرناندا ألفيس جوليانا روتشا كاردوسو إدوارد بياي صوفيا بلانكو    |
| 7 أبريل  | بول، كرواتيا ملعب ترابي $10،000 قرعة المباريات الفردية والزوجية                                                          | فيكتوريا توموفا 6–1، 6–2                                                    | إيفا ميكوفيتش                            | آنه شافير أغنيس بوكاتا                  | تينا لوكاس ميلانا سبريمو إيفا زاغوراك جانينا تولين                    |
| 7 أبريل  | بول، كرواتيا ملعب ترابي $10،000 قرعة المباريات الفردية والزوجية                                                          | أغنيس بوكاتا فيكتوريا توموفا 6–2، 6–1                                       | كارولينا ستوشلا كارلا تولي               | آنه شافير أغنيس بوكاتا                  | تينا لوكاس ميلانا سبريمو إيفا زاغوراك جانينا تولين                    |
| 7 أبريل  | شرم الشيخ، مصر ملعب صلب $10،000 قرعة المباريات الفردية والزوجية                                                          | إلينا-تيودورا كادار 2–6، 7–6(8–6)، 6–4                                      | نوريا باريزاس دياز                       | جوليا بروزون آنا مورجينا                | بريندا نجوكي بولين باييت فيفيان يوهاسزوفا كريستينا إني                |
| 7 أبريل  | شرم الشيخ، مصر ملعب صلب $10،000 قرعة المباريات الفردية والزوجية                                                          | كريستينا هرابالوفا فيفيان يوهاسزوفا 6–1، 4–6، [11–9]                        | مارتينا برادوفا آنا فوربينسكا            | جوليا بروزون آنا مورجينا                | بريندا نجوكي بولين باييت فيفيان يوهاسزوفا كريستينا إني                |
| 7 أبريل  | كاندية، اليونان ملعب صلب $10،000 قرعة المباريات الفردية والزوجية                                                         | تيريزا مارتينكوفا 6–4، 6–4                                                  | بيرنيلا مينديسوفا                        | فالنتيني جراماتيكوبولو إيما ميكولتشيتش  | ناتيلا دزالاميدزه بوريسلافا بوتوشاروفا جوليا ستاماتوفا أماندا كاريراس |
| 7 أبريل  | كاندية، اليونان ملعب صلب $10،000 قرعة المباريات الفردية والزوجية                                                         | ماغالي كيمبن إلكي ليمانس 1–6، 7–5، [10–8]                                   | ناتيلا دزالاميدزه فالنتيني جراماتيكوبولو | فالنتيني جراماتيكوبولو إيما ميكولتشيتش  | ناتيلا دزالاميدزه بوريسلافا بوتوشاروفا جوليا ستاماتوفا أماندا كاريراس |
| 7 أبريل  | تشيناي، الهند ملعب ترابي $10،000 قرعة المباريات الفردية والزوجية                                                         | برارثانا ثومبار 4–6، 6–3، 7–6(7–5)                                          | إيتى ماهيتا                              | نيدهى تشيلومولا ناتاشا بالها            | فرنيا وونجتينتشاي وانغ شياو ريشيكا سانكارا هيرونو واتانابي            |
| 7 أبريل  | تشيناي، الهند ملعب ترابي $10،000 قرعة المباريات الفردية والزوجية                                                         | شارمادا بالو ريشيكا سانكارا 6–0، 7–6(7–4)                                   | ناتاشا بالها برارثانا ثومبار             | نيدهى تشيلومولا ناتاشا بالها            | فرنيا وونجتينتشاي وانغ شياو ريشيكا سانكارا هيرونو واتانابي            |
| 7 أبريل  | سانتا مارغريتا دي بولا، إيطاليا ملعب ترابي $10،000 قرعة المباريات الفردية والزوجية                                       | يلينا أوستابينكو 7–6(7–4)، 6–1                                              | جايد سوفراين                             | تاتيانا بوا ديانا بوزين                 | يلينا سيميتش شارلوت رومر أليس ماتيوكسي ياسمين لادورنر                 |
| 7 أبريل  | سانتا مارغريتا دي بولا، إيطاليا ملعب ترابي $10،000 قرعة المباريات الفردية والزوجية                                       | مانا أيوكاوا يلينا أوستابينكو 7–5، 3–6، [10–5] \| أليس بالدوتشي ديانا بوزين |                                          | تاتيانا بوا ديانا بوزين                 | يلينا سيميتش شارلوت رومر أليس ماتيوكسي ياسمين لادورنر                 |
| 7 أبريل  | شيمكنت، كازاخستان ملعب ترابي $10،000 قرعة المباريات الفردية والزوجية                                                     | يكاترينا كليويفا 7–6(7–1)، 6–4                                              | أناستاسيا روداكوفا                       | كاتارينا سترشناكوفا ليوبوف فاسيليفا     | أرينا فولتز يكاترينا جوبانوفا مرتا بايجينا ماريا تشاكانيا             |
| 7 أبريل  | شيمكنت، كازاخستان ملعب ترابي $10،000 قرعة المباريات الفردية والزوجية                                                     | يكاترينا كليويفا صوفيا سميجينا 7–6(7–3)، 6–0                                | أناستاسيا روداكوفا ليوبوف فاسيليفا       | كاتارينا سترشناكوفا ليوبوف فاسيليفا     | أرينا فولتز يكاترينا جوبانوفا مرتا بايجينا ماريا تشاكانيا             |
| 7 أبريل  | أنطاليا، تركيا ملعب صلب $10،000 قرعة المباريات الفردية والزوجية                                                          | إيبك سويلو 7–5، 4–6، 6–1                                                    | دينيز خزانيك                             | سوزان سيليك كارولين روميو               | فيكتوريا مونتين لينا جورتشيسكا كوتومي تاكاتا باشاك إرايدن             |
| 7 أبريل  | أنطاليا، تركيا ملعب صلب $10،000 قرعة المباريات الفردية والزوجية                                                          | جمرة أنيل كوتومي تاكاتا 2–6، 7–6(7–5)، [10–6]                               | يوليا كالابينا مايا كاتسيتادزي           | سوزان سيليك كارولين روميو               | فيكتوريا مونتين لينا جورتشيسكا كوتومي تاكاتا باشاك إرايدن             |
| 7 أبريل  | غلوستر، المملكة المتحدة ملعب صلب (indoor) $10،000 قرعة المباريات الفردية والزوجية                                        | برناردا بيرا 6–3، 6–1                                                       | كلارتجي ليبينس                           | هيروكو كواتا كاتي دان                   | سفاتلانا بيرازينكا جوستين أوزجا آنا ريموندينا نورا نيدميرز            |
| 7 أبريل  | غلوستر، المملكة المتحدة ملعب صلب (indoor) $10،000 قرعة المباريات الفردية والزوجية                                        | لوسي براون هيلدا ميلاندر 7–5، 6–3                                           | سارة بيث أسكو كاتي دان                   | هيروكو كواتا كاتي دان                   | سفاتلانا بيرازينكا جوستين أوزجا آنا ريموندينا نورا نيدميرز            |
| 14 أبريل | بطولة دوتان برو للتنس دوثان، الولايات المتحدة ملعب ترابي 50٬000 دولار فردي – زوجي                                        | غريس مين 3–6، 1–6                                                           | فيكتوريا دوفال                           | أولجا جوفورتسوفا آلي كيك                | ميلاني أودين أنيت كونتافيت يوليا بوتنتسيفا فيرونيكا سبيد رويج         |
| 14 أبريل | بطولة دوتان برو للتنس دوثان، الولايات المتحدة ملعب ترابي 50٬000 دولار فردي – زوجي                                        | أنيت كونتافيت كرمن إيلونا 1–6، 7–5، [5–10]                                  | شيلبي روجرز أوليفيا روجوفسكا             | أولجا جوفورتسوفا آلي كيك                | ميلاني أودين أنيت كونتافيت يوليا بوتنتسيفا فيرونيكا سبيد رويج         |
| 14 أبريل | قرشي، أوزبكستان ملعب صلب 25٬000 دولار قرعة المباريات الفردية والزوجية نسخة محفوظة 2014-03-10 على موقع واي باك مشين.      | تيريزا سميتكوفا 3–6، 6–4، 6–7(4–7)                                          | نيجينا أبدوريموفا                        | آنا بوغدان أنكيتا راينا                 | نايومي برودي تارا مور إيكاترينا بيشكوفا يانا سزيكوفا                  |
| 14 أبريل | قرشي، أوزبكستان ملعب صلب 25٬000 دولار قرعة المباريات الفردية والزوجية نسخة محفوظة 2014-03-10 على موقع واي باك مشين.      | ألبينا خابيبولينا أناستاسيا فاسيليفا 6–2، 5–7، [4–10]                       | إيكاترينا بيشكوفا فيرونيكا كوديرميتوفا   | آنا بوغدان أنكيتا راينا                 | نايومي برودي تارا مور إيكاترينا بيشكوفا يانا سزيكوفا                  |
| 14 أبريل | شرم الشيخ، مصر ملعب صلب 10٬000 دولار قرعة المباريات الفردية والزوجية                                                     | نوريا باريزاس دياز 6–0، 3–6، 6–3                                            | إلينا-تيودورا كادار                      | بيا كونينغ كاتي دان                     | فاليري بروسبرى يوكا موري جوليا بروزوني آنا مورجينا                    |
| 14 أبريل | شرم الشيخ، مصر ملعب صلب 10٬000 دولار قرعة المباريات الفردية والزوجية                                                     | كاتي دان آنا مورجينا 7–5، 7–6(7–5)                                          | دونغ شياورونغ بيا كونينغ                 | بيا كونينغ كاتي دان                     | فاليري بروسبرى يوكا موري جوليا بروزوني آنا مورجينا                    |
| 14 أبريل | هيراكليون، اليونان ملعب صلب $10،000 قرعة المباريات الفردية والزوجية                                                      | بيرنيلا مينديسوفا 6–2، 6–2                                                  | ماريا سكاري                              | لينا-ماري هوفمان فالنتيني جراماتيكوبولو | ماري بينوا لويزا ماري هوبر لوسيا سيرفيرا فازكويز ديسبينا باباميتشايل  |
| 14 أبريل | هيراكليون، اليونان ملعب صلب $10،000 قرعة المباريات الفردية والزوجية                                                      | ناتيلا دزالاميدزه فالنتيني جراماتيكوبولو 6–7(6–8)، 6–3، [10–5]              | ديسبينا باباميتشايل ماريا سكاري          | لينا-ماري هوفمان فالنتيني جراماتيكوبولو | ماري بينوا لويزا ماري هوبر لوسيا سيرفيرا فازكويز ديسبينا باباميتشايل  |
| 14 أبريل | سانتا مارغريتا دي بولا، إيطاليا ملعب ترابي $10،000 قرعة المباريات الفردية والزوجية                                       | أندريا ميتو 6–4، 6–3                                                        | سارا سوريبس تورمو                        | آنا كورزينياك جيد سوفرين                | آليس سافوريتي أودري ألبي تشارلوت رومر يلينا أوستابينكو                |
| 14 أبريل | سانتا مارغريتا دي بولا، إيطاليا ملعب ترابي $10،000 قرعة المباريات الفردية والزوجية                                       | ستيفانا أندري أندريا ميتو 7–6(7–5)، 6–2                                     | أودري ألبي مانون بيرال                   | آنا كورزينياك جيد سوفرين                | آليس سافوريتي أودري ألبي تشارلوت رومر يلينا أوستابينكو                |
| 14 أبريل | شيمكنت، كازاخستان ملعب ترابي $10،000 قرعة المباريات الفردية والزوجية                                                     | أنستاسيا روداكوفا 6–2، 6–3                                                  | ليوبوف فاسيليفا                          | داريا لوديكوفا ليودميلا فاسيليفا        | فيكتورييا مون فيفيان زلاتانوفا إيكاترينا كليويفا ألكسندرا غرينتششينا  |
| 14 أبريل | شيمكنت، كازاخستان ملعب ترابي $10،000 قرعة المباريات الفردية والزوجية                                                     | ديانا بوغولي مارغريتا لازاريفا 6–4، 7–5                                     | أنستاسيا روداكوفا ليوبوف فاسيليفا        | داريا لوديكوفا ليودميلا فاسيليفا        | فيكتورييا مون فيفيان زلاتانوفا إيكاترينا كليويفا ألكسندرا غرينتششينا  |
| 14 أبريل | أنطاليا، تركيا ملعب صلب $10،000 قرعة المباريات الفردية والزوجية                                                          | بيبيان ويجيرس 6–0، 6–3                                                      | ساندرا هونيجوفا                          | كارولين روميو ايبك سويلو                | لينا رايخل كسينيا جاي دارجي أناستاسيا كوماردينا تشنغ ووشوانغ          |
| 14 أبريل | أنطاليا، تركيا ملعب صلب $10،000 قرعة المباريات الفردية والزوجية                                                          | كوتومي تاكاتا تينا طهراني 6–1، 6–3                                          | تشانغ يينغ تشنغ ووشوانغ                  | كارولين روميو ايبك سويلو                | لينا رايخل كسينيا جاي دارجي أناستاسيا كوماردينا تشنغ ووشوانغ          |
| 21 أبريل | Seoul Open Women's Challenger سول، كوريا الجنوبية ملعب صلب $50،000 Singles – Doubles                                     | ميساكي دوي 6–1، 7–6(3–7)                                                    | ميسا إجوشي                               | كريستينا بليسكوفا أن صوفي ميستاتش       | Miharu Imanishi إريكا سما Storm Sanders ريسا أوزاكي                   |
| 21 أبريل | Seoul Open Women's Challenger سول، كوريا الجنوبية ملعب صلب $50،000 Singles – Doubles                                     | تشان تشين وي شوانغ شيا جونغ 6–4، 6–3                                        | إيرينا بافلوفيتش كريستينا بليسكوفا       | كريستينا بليسكوفا أن صوفي ميستاتش       | Miharu Imanishi إريكا سما Storm Sanders ريسا أوزاكي                   |
| 21 أبريل | كأس لاله إسطنبول، تركيا ملعب صلب $50،000 Singles – Doubles                                                               | دينيسا أليرتوفا 6–2، 6–3                                                    | يوليا بيجيلزيمير                         | فيتاليا دياتشينكو كسينيا بيرفاك         | ماريا إلينا كاميرين Kateryna Kozlova Paula Kania ليودميلا كيتشينوك    |
| 21 أبريل | كأس لاله إسطنبول، تركيا ملعب صلب $50،000 Singles – Doubles                                                               | بترا كرجسوفا تيريزا سميتكوفا 1–6، 7–6(2–7)، [9–11]                          | ميكايلا كرايتشيك ألكسندرا كرونتش         | فيتاليا دياتشينكو كسينيا بيرفاك         | ماريا إلينا كاميرين Kateryna Kozlova Paula Kania ليودميلا كيتشينوك    |
| 21 أبريل | Boyd Tinsley Women's ملعب ترابي Court Classic شارلوتسفيل، الولايات المتحدة ملعب ترابي $50،000 Singles – Doubles          | تايلور تاونسند 6–2، 6–3                                                     | مونتسيرات غونزاليس                       | غريس مين سناز مارند                     | فرانسواز أبندا نيكول غيبس سيسيل كاراتانتشيفا فيكتوريا دوفال           |
| 21 أبريل | Boyd Tinsley Women's ملعب ترابي Court Classic شارلوتسفيل، الولايات المتحدة ملعب ترابي $50،000 Singles – Doubles          | آسيا محمد تايلور تاونسند 6–3، 6–1                                           | إيرينا فالكوني ماريا سانشيز              | غريس مين سناز مارند                     | فرانسواز أبندا نيكول غيبس سيسيل كاراتانتشيفا فيكتوريا دوفال           |
| 21 أبريل | ناننينغ، الصين ملعب صلب 25٬000 دولار قرعة المباريات الفردية والزوجية نسخة محفوظة 2014-03-11 على موقع واي باك مشين.       | شو يفيان 6–3، 7–6(7–1)                                                      | شان يونغ-جان                             | تشانغ لينغ هيروكو كواتا                 | ريكو ساواياناغي تشو لين ناو هيبينو تانغ هوتشين                        |
| 21 أبريل | ناننينغ، الصين ملعب صلب 25٬000 دولار قرعة المباريات الفردية والزوجية نسخة محفوظة 2014-03-11 على موقع واي باك مشين.       | هان زينيون تشانغ كيلين 7–6(10–8)، 7–6(7–3)                                  | تشانغ لينغ تشينغ سيساي                   | تشانغ لينغ هيروكو كواتا                 | ريكو ساواياناغي تشو لين ناو هيبينو تانغ هوتشين                        |
| 21 أبريل | كياسو، سويسرا ملعب ترابي 25٬000 دولار قرعة المباريات الفردية والزوجية نسخة محفوظة 2014-04-09 على موقع واي باك مشين.      | لوسي هراديكا 6–3، 7–6(7–4)                                                  | تيريزا مردجا                             | أمرا ساديكوفيتش أرانتشا روس             | يوفانا ياكشيتش ستيفاني فوجت كاتارينا جوكيك جيل تيخمان                 |
| 21 أبريل | كياسو، سويسرا ملعب ترابي 25٬000 دولار قرعة المباريات الفردية والزوجية نسخة محفوظة 2014-04-09 على موقع واي باك مشين.      | كيارا غريم جيل تيخمان 7–5، 6–3                                              | أليس ماتيوكسي كاميلا روساتيللو           | أمرا ساديكوفيتش أرانتشا روس             | يوفانا ياكشيتش ستيفاني فوجت كاتارينا جوكيك جيل تيخمان                 |
| 21 أبريل | نمنكان، أوزبكستان ملعب صلب 25٬000 دولار قرعة المباريات الفردية والزوجية نسخة محفوظة 2014-03-11 على موقع واي باك مشين.    | نايومي برودي 6–3، 6–4                                                       | نيجينا أبدوريموفا                        | أناستاسيا فاسيليفا إيكاترينا بيشكوفا    | آنا بوغدان بولينا مونوفا داريا كاساتكينا سابينا شاريبوفا              |
| 21 أبريل | نمنكان، أوزبكستان ملعب صلب 25٬000 دولار قرعة المباريات الفردية والزوجية نسخة محفوظة 2014-03-11 على موقع واي باك مشين.    | يوجينيا باشكوفا جانا بوزنيخرينكو 6–4، 6–1                                   | يانا بوتشينا أندريا غاميز                | أناستاسيا فاسيليفا إيكاترينا بيشكوفا    | آنا بوغدان بولينا مونوفا داريا كاساتكينا سابينا شاريبوفا              |
| 21 أبريل | شرم الشيخ، مصر ملعب صلب 10٬000 دولار قرعة المباريات الفردية والزوجية                                                     | إيمي بوتل 6–7(5–7)، 6–0، 7–6(8–6)                                           | كاتي بولتر                               | نوريا باريزاس دياز إيلينا-تيودورا كادار | إيما لين أليكس كولومبون نيفينا سيلاكوفيتش فاليريا بروسبي              |
| 21 أبريل | شرم الشيخ، مصر ملعب صلب 10٬000 دولار قرعة المباريات الفردية والزوجية                                                     | هارييت دارت كاتي دان 6–4، 6–4                                               | يوكا موري إيدن سيلفا                     | نوريا باريزاس دياز إيلينا-تيودورا كادار | إيما لين أليكس كولومبون نيفينا سيلاكوفيتش فاليريا بروسبي              |
| 21 أبريل | هيراكليون، اليونان ملعب صلب $10،000 قرعة المباريات الفردية والزوجية                                                      | ماريا سكاري 6–1، 1–6، 6–3                                                   | ديسبينا باباميتشايل                      | ماري بينوا لو بروليو                    | فالنتيني جراماتيكوبولو جوليا ووتشاتشيك هيلدا ميلاندر كيمبرلي زيمرمان  |
| 21 أبريل | هيراكليون، اليونان ملعب صلب $10،000 قرعة المباريات الفردية والزوجية                                                      | بولينا ليكينا ديسبينا باباميتشايل 6–2، 6–2                                  | ماري بينوا كيمبرلي زيمرمان               | ماري بينوا لو بروليو                    | فالنتيني جراماتيكوبولو جوليا ووتشاتشيك هيلدا ميلاندر كيمبرلي زيمرمان  |
| 21 أبريل | سانتا مارغيريتا دي بولا، إيطاليا ملعب ترابي $10،000 قرعة المباريات الفردية والزوجية                                      | يلينا أوستابينكو 6–2، 7–5                                                   | إيفون كافالي رييميرس                     | كلوي باكيوت مانو أركانجيولي             | أليكسندريا ستايتلر جوزيفين بوأليم تيس سونيو لورا شيدر                 |
| 21 أبريل | سانتا مارغيريتا دي بولا، إيطاليا ملعب ترابي $10،000 قرعة المباريات الفردية والزوجية                                      | روزارلي فان دير هوك يلينا أوستابينكو 6–1، 2–6، [10–6]                       | إيفون كافالي رييميرس أولغا سائز لاررا    | كلوي باكيوت مانو أركانجيولي             | أليكسندريا ستايتلر جوزيفين بوأليم تيس سونيو لورا شيدر                 |
| 21 أبريل | بانكوك، تايلاند ملعب صلب $10،000 قرعة المباريات الفردية والزوجية                                                         | يورينا كوشينو 6–2، 7–5                                                      | آشيلنج سومينر                            | أياكا أوكونو ناتاشا بالها               | تشيهيرو نونومي فرنيا وونجتينتشاي ميتشيكا أوزيكي باتشارين تشيبشانديج   |
| 21 أبريل | بانكوك، تايلاند ملعب صلب $10،000 قرعة المباريات الفردية والزوجية                                                         | يورينا كوشينو تشيهيرو نونومي 6–4، 6–2                                       | أياكا أوكونو آشيلنج سومينر               | أياكا أوكونو ناتاشا بالها               | تشيهيرو نونومي فرنيا وونجتينتشاي ميتشيكا أوزيكي باتشارين تشيبشانديج   |
| 21 أبريل | أنطاليا، تركيا ملعب صلب $10،000 قرعة المباريات الفردية والزوجية                                                          | إليانور دين 5–1، انسحاب.                                                    | لينا رايشل                               | فيكتوريا مونتين ديبورا كيرفس            | لي هويجي ليندا برينكوفيتش كارولين روميو تينا تهراني                   |
| 21 أبريل | أنطاليا، تركيا ملعب صلب $10،000 قرعة المباريات الفردية والزوجية                                                          | فيكتوريا رودريغيز مارسيلا زكرياس 6–1، 6–1                                   | كاميلا فوينتيس سزابينا سزلافيكوفيكس      | فيكتوريا مونتين ديبورا كيرفس            | لي هويجي ليندا برينكوفيتش كارولين روميو تينا تهراني                   |
| 28 أبريل | كأس كانغارو غيفو، اليابان ملعب صلب $75،000 فردي – زوجي                                                                   | تيميا بابوش 6–1، 6–2                                                        | إيكاترينا بيشكوفا                        | جارميلا غاجدوسوفا أن صوفي ميستاتش       | ميساكي دوي تامي باترسون ريسا أوزاكي ميسا إجوشي                        |
| 28 أبريل | كأس كانغارو غيفو، اليابان ملعب صلب $75،000 فردي – زوجي                                                                   | جارميلا غاجدوسوفا أرينا روديونوفا 6–3، 6–3                                  | ميساكي دوي شيه شو ينج                    | جارميلا غاجدوسوفا أن صوفي ميستاتش       | ميساكي دوي تامي باترسون ريسا أوزاكي ميسا إجوشي                        |
| 28 أبريل | أنينغ المفتوحة أنينغ، الصين ملعب ترابي $50،000 فردي – زوجي                                                               | تشينغ سيساي 6–2، 6–3                                                        | يوفانا جاكشيتش                           | تادجا ماجريتش مونيك أدامكزاك            | سيندي بورغر ألكساندرينا نايدينوفا مارينا ميلنيكوفا هيش سو وي          |
| 28 أبريل | أنينغ المفتوحة أنينغ، الصين ملعب ترابي $50،000 فردي – زوجي                                                               | هان زينيون تشانغ كيلين 6–4، 6–2                                             | فاراتشايا وونجتينتشاي تشانغ لينغ         | تادجا ماجريتش مونيك أدامكزاك            | سيندي بورغر ألكساندرينا نايدينوفا مارينا ميلنيكوفا هيش سو وي          |
| 28 أبريل | أودي ملبورن برو تنس كلاسيك إنديان هاربر بيتش، الولايات المتحدة ملعب ترابي $50،000 فردي – زوجي                            | تايلور تاونسند 6–1، 6–1                                                     | يوليا بوتنتسيفا                          | أنيت كونتافيت هايدي الطباخ              | مارينا إراكوفيتش آلي كيك جوليا بوسوروب ميشيل لارشر دي بريتو           |
| 28 أبريل | أودي ملبورن برو تنس كلاسيك إنديان هاربر بيتش، الولايات المتحدة ملعب ترابي $50،000 فردي – زوجي                            | آسيا محمد تايلور تاونسند 6–2، 6–1                                           | يان أبازا Sanaz Marand                   | أنيت كونتافيت هايدي الطباخ              | مارينا إراكوفيتش آلي كيك جوليا بوسوروب ميشيل لارشر دي بريتو           |
| 28 أبريل | فيسبادن، ألمانيا ملعب ترابي $25،000 قرعة المباريات الفردية والزوجية                                                      | إيكاترينا ألكسندروفا 7–6(7–4)، 4–6، 6–3                                     | تاميرا باسيك                             | باربورا كرجتشيكوفا أرانتشا روس          | جوليا غلوشكو ريناتا فوراكوفا ماديسون برينجل لوسي هراديكا              |
| 28 أبريل | فيسبادن، ألمانيا ملعب ترابي $25،000 قرعة المباريات الفردية والزوجية                                                      | فيكتوريا غولوبيتش ديانا مارسنكفيتشا 6–4، 6–3                                | جوليا غلوشكو ماندي مينلا                 | باربورا كرجتشيكوفا أرانتشا روس          | جوليا غلوشكو ريناتا فوراكوفا ماديسون برينجل لوسي هراديكا              |
| 28 أبريل | سول، كوريا الجنوبية ملعب صلب $15،000 قرعة المباريات الفردية والزوجية                                                     | كاترينا فانكوفا 5–7، 7–5، 7–5                                               | لي سو را                                 | لي يي را يو مي                          | جيسيكا مور يكاترينا ياشينا أليسون باي لو جياجينغ                      |
| 28 أبريل | سول، كوريا الجنوبية ملعب صلب $15،000 قرعة المباريات الفردية والزوجية                                                     | ليو تشانغ تيان ران 6–4، 6–7(5–7)، [10–6]                                    | هان نا لاي يو مي                         | لي يي را يو مي                          | جيسيكا مور يكاترينا ياشينا أليسون باي لو جياجينغ                      |
| 28 أبريل | شرم الشيخ، مصر ملعب صلب $10،000 قرعة المباريات الفردية والزوجية                                                          | نينا ستويانوفيتش 3–6، 6–4، 6–3                                              | كاتي بولتر                               | كاتي دان دونغ شياورونغ                  | إيدن سيلفا هارييت دارت بيا كونينغ آنا مورجينا                         |
| 28 أبريل | شرم الشيخ، مصر ملعب صلب $10،000 قرعة المباريات الفردية والزوجية                                                          | كاتي بولتر نينا ستويانوفيتش 6–4، 6–2                                        | دونغ شياورونغ بيا كونينغ                 | كاتي دان دونغ شياورونغ                  | إيدن سيلفا هارييت دارت بيا كونينغ آنا مورجينا                         |
| 28 أبريل | سانتا مارغريتا دي بولا، إيطاليا ملعب ترابي $10،000 قرعة المباريات الفردية والزوجية                                       | يلينا أوستابينكو 4–6، 7–6(7–1)، 6–3                                         | أليس بالدوتشي                            | مارتينا كارغارو كلوديا جيوفين           | كورينا دينتوني مارتينا كولمينا كاميلا روساتيليو أناستازيا بيفوفاروفا  |
| 28 أبريل | سانتا مارغريتا دي بولا، إيطاليا ملعب ترابي $10،000 قرعة المباريات الفردية والزوجية                                       | ديانا بوزيان كلوديا جيوفين 6–2، 6–4                                         | مارتينا كارغارو آنا فلوريس               | مارتينا كارغارو كلوديا جيوفين           | كورينا دينتوني مارتينا كولمينا كاميلا روساتيليو أناستازيا بيفوفاروفا  |
| 28 أبريل | بانكوك، تايلاند ملعب صلب $10،000 قرعة المباريات الفردية والزوجية                                                         | ميشيكا أوزيكي 6–4، 6–3                                                      | كيوكا أوكامورا                           | لي هوا-تشن ناتاشا بالها                 | آشلينغ سومير فرنيا وونجتينتشاي ماندي واجميكر إيما فلود                |
| 28 أبريل | بانكوك، تايلاند ملعب صلب $10،000 قرعة المباريات الفردية والزوجية                                                         | نونجنادا واناسوك فرنيا وونجتينتشاي 1–6، 6–3، [10–8]                         | لي هوا-تشن شويتا رانا                    | لي هوا-تشن ناتاشا بالها                 | آشلينغ سومير فرنيا وونجتينتشاي ماندي واجميكر إيما فلود                |
| 28 أبريل | أنطاليا، تركيا ملعب صلب $10،000 قرعة المباريات الفردية والزوجية                                                          | آنا بوندار 6–3، 6–2                                                         | أولغا دوروشينا                           | فيكتوريا رودريغيز زيمينا هيرموسو        | ماري بينوا أوسيان دودان مارسيلا زكرياس لي بي-تشي                      |
| 28 أبريل | أنطاليا، تركيا ملعب صلب $10،000 قرعة المباريات الفردية والزوجية                                                          | فيكتوريا رودريغيز مارسيلا زكرياس 6–4، 4–6، [10–5]                           | ألونا فومينا لي بي-تشي                   | فيكتوريا رودريغيز زيمينا هيرموسو        | ماري بينوا أوسيان دودان مارسيلا زكرياس لي بي-تشي                      |
| 28 أبريل | أنديجان، أوزبكستان ملعب صلب $10،000 قرعة المباريات الفردية والزوجية                                                      | بولينا مونوفا 6–2، 6–2                                                      | سفياتلانا بيرازينكا                      | فيرونيكا كوديرميتوفا ألبينا خابيبولينا  | باربارا بونيتش برارثانا كومبار فلادا إكشيباروفا غوزال يوسوبوفا        |
| 28 أبريل | أنديجان، أوزبكستان ملعب صلب $10،000 قرعة المباريات الفردية والزوجية                                                      | ألبينا خابيبولينا فيرونيكا كوديرميتوفا 6–4، 7–6(7–5)                        | بولينا مونوفا يانا سيزيكوفا              | فيرونيكا كوديرميتوفا ألبينا خابيبولينا  | باربارا بونيتش برارثانا كومبار فلادا إكشيباروفا غوزال يوسوبوفا        |

### مايو
| الأسبوع | البطولة | الفائزات                                                     | الوصيفات                                  | المتأهلات لنصف النهائي                     | المتأهلات لربع النهائي                                                     |
| ------- | --- | ------------------------------------------------------------ | ----------------------------------------- | ------------------------------------------ | -------------------------------------------------------------------------- |
| 5 مايو  | بطولة ج د ف سويس المفتوحة في كاني سور مير آلبيز ماريتيم كاني سور مير، فرنسا ملعب ترابي $100،000 فردي – زوجي                             | شارون فيشمان 2–6، 2–6                                        | تيميا باشينسكي                            | كيكي بيرتينس ماتيلد يوهانسون               | هيذر واتسون تاميرا باسيك ساتشيا فيكري مارينا زانيفسكا                      |
| 5 مايو  | بطولة ج د ف سويس المفتوحة في كاني سور مير آلبيز ماريتيم كاني سور مير، فرنسا ملعب ترابي $100،000 فردي – زوجي                             | كيكي بيرتينس يوهانا لارسون 7–6(7–4)، 4–6                     | تاتيانا بوا دانييلا سيغيل                 | كيكي بيرتينس ماتيلد يوهانسون               | هيذر واتسون تاميرا باسيك ساتشيا فيكري مارينا زانيفسكا                      |
| 5 مايو  | بطولة إمباير السلوفاكية المفتوحة ترنافا، سلوفاكيا ملعب ترابي $75،000 فردي – زوجي                                                        | آنا كارولينا شميدلوفا 4–6، 2–6                               | باربورا زاهلافوفا-ستريتسوفا               | ألكسندرا كرونتش لسيا تسورينكو              | ماديسون برينجل أوليفيا روجوفسكا دانكا كوفينتش كاترينا سينياكوفا            |
| 5 مايو  | بطولة إمباير السلوفاكية المفتوحة ترنافا، سلوفاكيا ملعب ترابي $75،000 فردي – زوجي                                                        | ستيفاني فوجت تشينغ سيساي 4–6، 2–6                            | مارجريتا جاسباريان يفجينيا رودينا         | ألكسندرا كرونتش لسيا تسورينكو              | ماديسون برينجل أوليفيا روجوفسكا دانكا كوفينتش كاترينا سينياكوفا            |
| 5 مايو  | كأس فوكوكا الدولية النسائية فوكوكا، اليابان عشبي $50،000 فردي – زوجي                                                                    | نايومي برودي 5–7، 3–6، 4–6                                   | كريستينا بليسكوفا                         | تشان يونغ-جان إيكاترينا بيشكوفا            | ميهارو إيمانيشي إريكا سما شاكو أوياما تامارين تاناسوجارن                   |
| 5 مايو  | كأس فوكوكا الدولية النسائية فوكوكا، اليابان عشبي $50،000 فردي – زوجي                                                                    | شاكو أوياما إري هوزمي 6–3، 6–4                               | نايومي برودي إيليني دانيليدو              | تشان يونغ-جان إيكاترينا بيشكوفا            | ميهارو إيمانيشي إريكا سما شاكو أوياما تامارين تاناسوجارن                   |
| 5 مايو  | إنتشون، كوريا الجنوبية ملعب صلب $25،000 قرعة المباريات الفردية والزوجية نسخة محفوظة 2014-04-19 على موقع واي باك مشين.                   | سوزان سيليك 4–6، 6–3، 6–4                                    | هان زينيون                                | ماريا فرناندا ألفاريز تيران جانغ سو جونج   | لي يي را هان نا لاي أكاري إنوي إيرينا خروماتشيفا                           |
| 5 مايو  | إنتشون، كوريا الجنوبية ملعب صلب $25،000 قرعة المباريات الفردية والزوجية نسخة محفوظة 2014-04-19 على موقع واي باك مشين.                   | هان نا لاي يو مي 6–1، 6–1                                    | نوبون ليرتشيواكارن ميليس سيزر             | ماريا فرناندا ألفاريز تيران جانغ سو جونج   | لي يي را هان نا لاي أكاري إنوي إيرينا خروماتشيفا                           |
| 5 مايو  | تونس (مدينة)، تونس ملعب ترابي $25،000 قرعة المباريات الفردية والزوجية نسخة محفوظة 2014-04-19 على موقع واي باك مشين.                     | أنس جابر 6–3، 7–6(7–4)                                       | فاليريا سافينيخ                           | كاثينكا فون ديكمان بياتريس غارسيا فيداجاني | مارينا ميلنيكوفا ليسلي كيركوف أماندا كاريراس ستيفاني فوريز جاكون           |
| 5 مايو  | تونس (مدينة)، تونس ملعب ترابي $25،000 قرعة المباريات الفردية والزوجية نسخة محفوظة 2014-04-19 على موقع واي باك مشين.                     | أندريا غاميز فاليريا سافينيخ 6–4، 6–1                        | بياتريس غارسيا فيداجاني مارينا ميلنيكوفا  | كاثينكا فون ديكمان بياتريس غارسيا فيداجاني | مارينا ميلنيكوفا ليسلي كيركوف أماندا كاريراس ستيفاني فوريز جاكون           |
| 5 مايو  | آر بي سي بنك بطولة السيدات رالي، الولايات المتحدة ملعب ترابي $25،000 قرعة المباريات الفردية والزوجية                                    | هايدي الطباخ 6–3، 6–4                                        | ماريا سانشيز                              | سامانثا كراوفورد صوفيا كوفالتس             | ألكسندرا مولر بروك أوستين كاترينا كرامبروفا اليسي ميرتنز                   |
| 5 مايو  | آر بي سي بنك بطولة السيدات رالي، الولايات المتحدة ملعب ترابي $25،000 قرعة المباريات الفردية والزوجية                                    | هسو تشيه يو ألكسندرا مولر 6–3، 6–3                           | دانييل لاو كيري وونغ                      | سامانثا كراوفورد صوفيا كوفالتس             | ألكسندرا مولر بروك أوستين كاترينا كرامبروفا اليسي ميرتنز                   |
| 5 مايو  | بول، كرواتيا ملعب ترابي $10،000 قرعة المباريات الفردية والزوجية                                                                         | لارا ميشيل 6–3، 6–3                                          | أدريجان ليكاي                             | باتريسيا ماريا تيغ إيفا ميكوفيتش           | إيما ميكولتشيتش ستيفاني فوريه إيرينا ماريا بارا إيمان مايل كوشر            |
| 5 مايو  | بول، كرواتيا ملعب ترابي $10،000 قرعة المباريات الفردية والزوجية                                                                         | برنيلا منديزوفا باتريسيا ماريا تيغ انسحاب                    | إيرينا ماريا بارا رالوكا إلينا بلاتون     | باتريسيا ماريا تيغ إيفا ميكوفيتش           | إيما ميكولتشيتش ستيفاني فوريه إيرينا ماريا بارا إيمان مايل كوشر            |
| 5 مايو  | شرم الشيخ، مصر ملعب صلب $10،000 قرعة المباريات الفردية والزوجية                                                                         | كاتي بولتر 4–6، 6–4، 7–5                                     | إيدن سيلفا                                | إيكاترينا تريتياك لودميلا فاسيلييفا        | بولينا ليكينا ألكسندرا غرينتششينا فرانسيسكا ستيفنسون تيودورا رادوسافليفيتش |
| 5 مايو  | شرم الشيخ، مصر ملعب صلب $10،000 قرعة المباريات الفردية والزوجية                                                                         | كاتي بولتر نينا ستويانوفيتش 6–2، 6–3                         | إيكاترينا كليويفا صوفيا سماغينا           | إيكاترينا تريتياك لودميلا فاسيلييفا        | بولينا ليكينا ألكسندرا غرينتششينا فرانسيسكا ستيفنسون تيودورا رادوسافليفيتش |
| 5 مايو  | حيدر آباد، الهند ملعب صلب $10،000 قرعة المباريات الفردية والزوجية                                                                       | برارثانا ثومبار 7–6(7–4)، 4–6، 3–6                           | ريشيكا سانكارا                            | ناتاشا بالها نيدي شيلومولا                 | أمريتا موكيرجي إيتى ماهيتا بوفانا كالفا شويتا رنا                          |
| 5 مايو  | حيدر آباد، الهند ملعب صلب $10،000 قرعة المباريات الفردية والزوجية                                                                       | شارمادا بالو ريشيكا سانكارا 1–6، 5–7                         | شويتا رنا برارثانا ثومبار                 | ناتاشا بالها نيدي شيلومولا                 | أمريتا موكيرجي إيتى ماهيتا بوفانا كالفا شويتا رنا                          |
| 5 مايو  | سانتا مارغيريتا دي بولا، إيطاليا ملعب ترابي $10،000 قرعة المباريات الفردية والزوجية                                                     | ديانا بوزيان 2–6، 7–6(9–7)، 0–6                              | غلوريا ليانج                              | فرانشيسكا سيجاريلي لويزا ماري هوبر         | غيورغيا ماركيتي ناتاليا سيدليسكا تيس سجونكس جيادا كلريشي                   |
| 5 مايو  | سانتا مارغيريتا دي بولا، إيطاليا ملعب ترابي $10،000 قرعة المباريات الفردية والزوجية                                                     | فيديريكا أرتشيدياكونو مارتينا سبيغاريلي 1–6، 4–6             | لويزا ماري هوبر ناتاليا سيدليسكا          | فرانشيسكا سيجاريلي لويزا ماري هوبر         | غيورغيا ماركيتي ناتاليا سيدليسكا تيس سجونكس جيادا كلريشي                   |
| 5 مايو  | باشتاد، السويد ملعب ترابي $10،000 قرعة المباريات الفردية والزوجية                                                                       | كوني بيرين 5–7، 1–6                                          | ماريا سكاري                               | كارولين دانيلز أولغا يانتشوك               | كارين باربات ماليني ستريب كايسا رينالدو بيرسون ناتسومي شيمورا              |
| 5 مايو  | باشتاد، السويد ملعب ترابي $10،000 قرعة المباريات الفردية والزوجية                                                                       | كيم جراجديك ماريا سكاري 5–7، 4–6                             | ديا هردجلاش كوني بيرين                    | كارولين دانيلز أولغا يانتشوك               | كارين باربات ماليني ستريب كايسا رينالدو بيرسون ناتسومي شيمورا              |
| 5 مايو  | بانكوك، تايلاند ملعب صلب $10،000 قرعة المباريات الفردية والزوجية                                                                        | سون فانجيينغ 6–3، 6–4                                        | إيما فلود                                 | ماندي واجيميكر فرنيا وونجتينتشاي           | شيهو هيساماتسو لي هوا-شين هيرونو واتانابي إنديا ماجين                      |
| 5 مايو  | بانكوك، تايلاند ملعب صلب $10،000 قرعة المباريات الفردية والزوجية                                                                        | نونجنادا واناسوك فرنيا وونجتينتشاي 6–2، 7–5                  | كيوكا أوكامورا هيرونو واتانابي            | ماندي واجيميكر فرنيا وونجتينتشاي           | شيهو هيساماتسو لي هوا-شين هيرونو واتانابي إنديا ماجين                      |
| 5 مايو  | أنطاليا، تركيا ملعب صلب $10،000 قرعة المباريات الفردية والزوجية                                                                         | مارسيلا زكرياس 6–3، انسحاب.                                  | أليونا سوتنيكوفا                          | بربارا بونيتش كريستينا إيني                | داريا أفاناسييفا زيمينا هيرموسو Victoria Rodríguez جوليا ستاماتوفا         |
| 5 مايو  | أنطاليا، تركيا ملعب صلب $10،000 قرعة المباريات الفردية والزوجية                                                                         | Victoria Rodríguez مارسيلا زكرياس 6–1، 1–6، [10–4]           | أليكسيا غواراشي كيت تيرفي                 | بربارا بونيتش كريستينا إيني                | داريا أفاناسييفا زيمينا هيرموسو Victoria Rodríguez جوليا ستاماتوفا         |
| 12 مايو | Sparta Prague Open براغ، جمهورية التشيك ملعب ترابي $100،000+H Singles – Doubles                                                         | هيذر واتسون 7–6(7–5)، 6–0                                    | آنا كارولينا شميدلوفا                     | ألكسندرا كرونتش تيميا بابوش                | ميلاني أودين ميساكي دوي تيريزا سميتكوفا كارولينا بلسكوفا                   |
| 12 مايو | Sparta Prague Open براغ، جمهورية التشيك ملعب ترابي $100،000+H Singles – Doubles                                                         | لوسي هراديكا ميكايلا كرايتشيك 6–3، 6–2                       | أندريا هلافاتشكوفا لوسي سافاروفا          | ألكسندرا كرونتش تيميا بابوش                | ميلاني أودين ميساكي دوي تيريزا سميتكوفا كارولينا بلسكوفا                   |
| 12 مايو | Open Saint-Gaudens Midi-Pyrénées سان غودان، فرنسا ملعب ترابي $50،000+H Singles – Doubles                                                | دانكا كوفينتش 6–1، 6–2                                       | بولين بارمنتييه                           | آنا كونجوه جوانا كونتا                     | ألبرتا بريانتي كلير فويرشتاين بيانكا بوتو مارتا سيروتكينا                  |
| 12 مايو | Open Saint-Gaudens Midi-Pyrénées سان غودان، فرنسا ملعب ترابي $50،000+H Singles – Doubles                                                | فيرونيكا سبيد رويج ماريا إيروغيين 7–5، 6–3                   | شارون فيشمان جوانا كونتا                  | آنا كونجوه جوانا كونتا                     | ألبرتا بريانتي كلير فويرشتاين بيانكا بوتو مارتا سيروتكينا                  |
| 12 مايو | Kurume Best Amenity Cup كورومي، اليابان ملعب عشبي $50،000 Singles – Doubles                                                             | وانغ كيانغ 6–3، 6–1                                          | إري هوزمي                                 | أرينا روديونوفا ناو هيبينو                 | ميهارو إيمنشي ماري تاناكا نعومي أوساكا جارميلا غايدوشوفا                   |
| 12 مايو | Kurume Best Amenity Cup كورومي، اليابان ملعب عشبي $50،000 Singles – Doubles                                                             | جارميلا غايدوشوفا أرينا روديونوفا 6–4، 6–2                   | جونري ناميجاتا أكيكو يونيمورا             | أرينا روديونوفا ناو هيبينو                 | ميهارو إيمنشي ماري تاناكا نعومي أوساكا جارميلا غايدوشوفا                   |
| 12 مايو | بول، كرواتيا ملعب ترابي $10،000 قرعة المباريات الفردية والزوجية                                                                         | لارا ميشيل 6–4، 6–3                                          | فيكتوريا توموفا                           | برناردا بيرا يوجينيا باشكوفا               | إيمان ماييل كوتشر باتريسيا ماريا تيغ ناتاليجا شيبك ميلانا سبريمو           |
| 12 مايو | بول، كرواتيا ملعب ترابي $10،000 قرعة المباريات الفردية والزوجية                                                                         | إيما ميكولشنك فيكتوريا توموفا 6–3، 6–1                       | جوستين دي سوتر مونيك زور                  | برناردا بيرا يوجينيا باشكوفا               | إيمان ماييل كوتشر باتريسيا ماريا تيغ ناتاليجا شيبك ميلانا سبريمو           |
| 12 مايو | شرم الشيخ، مصر ملعب صلب $10،000 قرعة المباريات الفردية والزوجية                                                                         | بولينا ليكينا 6–2، 2–6، 6–2                                  | نينا ستويانوفيتش                          | أنستاسيا سايتوفا ليزا سابينو               | نيدي شيلومولا أغاتا بارانسكا ألكسندرا جرينشيشينا يوي سايكاي                |
| 12 مايو | شرم الشيخ، مصر ملعب صلب $10،000 قرعة المباريات الفردية والزوجية                                                                         | ليزا سابينو نينا ستويانوفيتش 6–3، 4–6، [10–3]                | لوسي براون بولينا ليكينا                  | أنستاسيا سايتوفا ليزا سابينو               | نيدي شيلومولا أغاتا بارانسكا ألكسندرا جرينشيشينا يوي سايكاي                |
| 12 مايو | عكا، إسرائيل ملعب صلب $10،000 قرعة المباريات الفردية والزوجية                                                                           | أنستازيا بريبلوفا 6–2، 6–4                                   | ساري ستيرينباخ                            | أولكساندرا بيسكون ميكاييلا فرليكا          | أفتيال فيسبوش فيونا كودينو ألونا بوسككريفيسكي ألينا سيليتش                 |
| 12 مايو | عكا، إسرائيل ملعب صلب $10،000 قرعة المباريات الفردية والزوجية                                                                           | ساري ستيرينباخ تالياً زاندبرج 6–4، 6–3                        | ميكاييلا فرليكا مارجريتا لازاريفا         | أولكساندرا بيسكون ميكاييلا فرليكا          | أفتيال فيسبوش فيونا كودينو ألونا بوسككريفيسكي ألينا سيليتش                 |
| 12 مايو | سانتا مارغريتا دي بولا، إيطاليا ملعب ترابي $10،000 قرعة المباريات الفردية والزوجية                                                      | يوليانا ليزارازو 6–2، 6–1                                    | تيس سوجنو                                 | غلوريا ليانغ أندريا كوخ بنفنوتو            | ديانا بوزيان فرانشيسكا سيجاريلي أليس ماتيوكسي مارتينا كارغارو              |
| 12 مايو | سانتا مارغريتا دي بولا، إيطاليا ملعب ترابي $10،000 قرعة المباريات الفردية والزوجية                                                      | يوليانا ليزارازو أليس ماتيوكسي 6–1، 7–5                      | كارلا لوسيرو فرانشيسكا سيجاريلي           | غلوريا ليانغ أندريا كوخ بنفنوتو            | ديانا بوزيان فرانشيسكا سيجاريلي أليس ماتيوكسي مارتينا كارغارو              |
| 12 مايو | جيلوناغورا، بولندا ملعب ترابي $10،000 قرعة المباريات الفردية والزوجية                                                                   | ناتيلا دزالاميدزه 7–6(7–5)، 6–4                              | جوستين أوزجا                              | إيزابيلا شنيكوفا أنستاسيا شوشينا           | فيفيان يواشوفا سفيتلانا بيرازينكا ماجدالينا فريتش باربورا شتيفكوفا         |
| 12 مايو | جيلوناغورا، بولندا ملعب ترابي $10،000 قرعة المباريات الفردية والزوجية                                                                   | ناتيلا دزالاميدزه ناتاليا سيدليسكا 6–4، 6–1                  | آنا بيانكا ميهايلا سفيتلانا بيرازينكا     | إيزابيلا شنيكوفا أنستاسيا شوشينا           | فيفيان يواشوفا سفيتلانا بيرازينكا ماجدالينا فريتش باربورا شتيفكوفا         |
| 12 مايو | منتشون، إسبانيا ملعب صلب $10،000 قرعة المباريات الفردية والزوجية                                                                        | يانينا تولين 3–6، 7–5، 0–6                                   | ماريا خوسيه لوكي مورينو                   | أولغا سايز لارا جوليا سوساريلو             | إيرين بورييو إسكوريهويلا أريادنا مارتي ريمباو كريستينا بوكشا جيسيكا بونشيه |
| 12 مايو | منتشون، إسبانيا ملعب صلب $10،000 قرعة المباريات الفردية والزوجية                                                                        | أريادنا مارتي ريمباو مارتا سيكسميلو باسكوال 6–4، 4–6، [5–10] | جوليا سوساريلو يانينا تولين               | أولغا سايز لارا جوليا سوساريلو             | إيرين بورييو إسكوريهويلا أريادنا مارتي ريمباو كريستينا بوكشا جيسيكا بونشيه |
| 12 مايو | باستاد، السويد ملعب ترابي $10،000 قرعة المباريات الفردية والزوجية                                                                       | ماريا سكاري 5–7، 2–6                                         | كارولين دانيلز                            | ديا هردجلاش كريستينا شاكوفيتس              | بياتريس سيديرمارك زوزانا لوكناروفا هيلدا ميلاندر برندا نجوكي               |
| 12 مايو | باستاد، السويد ملعب ترابي $10،000 قرعة المباريات الفردية والزوجية                                                                       | كارولين دانيلز أولغا يانتشوك 4–6، 3–6                        | آنا سمولينا ليوبوف فاسيلييفا              | ديا هردجلاش كريستينا شاكوفيتس              | بياتريس سيديرمارك زوزانا لوكناروفا هيلدا ميلاندر برندا نجوكي               |
| 12 مايو | سوسة (تونس)، تونس ملعب صلب $10،000 قرعة المباريات الفردية والزوجية                                                                      | آنا صوفيا سانشيز 1–6، 2–6                                    | نوريا باريزاس دياز                        | مارغو ديكر شانتال شكاملوفا                 | جورجيا بينتو ستاماتيا فافاليو هارييت دارت إيفا راسكوفيتش                   |
| 12 مايو | سوسة (تونس)، تونس ملعب صلب $10،000 قرعة المباريات الفردية والزوجية                                                                      | شانتال شكاملوفا أفغوستا تسيبيشيفا 3–6، 2–6                   | أولغا باريز أزكويتا نوريا باريزاس دياز    | مارغو ديكر شانتال شكاملوفا                 | جورجيا بينتو ستاماتيا فافاليو هارييت دارت إيفا راسكوفيتش                   |
| 12 مايو | أنطاليا، تركيا ملعب صلب $10،000 قرعة المباريات الفردية والزوجية                                                                         | أوسيان دودان 4–6، 6–4، 6–3                                   | أليكسا غواراشي                            | باربارا بونيتش ديانا نغريانو               | أولينا كيربوت كانامي تسوجي زيمينا هيرموسو فرانشيسكا بالميجيانو             |
| 12 مايو | أنطاليا، تركيا ملعب صلب $10،000 قرعة المباريات الفردية والزوجية                                                                         | أليكسا غواراشي كيت ترفي 6–3، 7–6(10–8)                       | باربارا بونيتش زيمينا هيرموسو             | باربارا بونيتش ديانا نغريانو               | أولينا كيربوت كانامي تسوجي زيمينا هيرموسو فرانشيسكا بالميجيانو             |
| 19 مايو | تيانجين حديقة صناعة الصحة تيانجين، الصين ملعب صلب $25،000 قرعة المباريات الفردية والزوجية نسخة محفوظة 2014-04-19 على موقع واي باك مشين. | وانغ كيانغ 6–3، 6–2                                          | تشو لين                                   | فاطمة النبهاني يانغ زاوكسوان               | تشانغ لينغ نودنيدا لوانجنام أنكيتا راينا ليو فانجزو                        |
| 19 مايو | تيانجين حديقة صناعة الصحة تيانجين، الصين ملعب صلب $25،000 قرعة المباريات الفردية والزوجية نسخة محفوظة 2014-04-19 على موقع واي باك مشين. | ليو تشانغ تيان ران 6–1، 7–5                                  | فاطمة النبهاني أنكيتا راينا               | فاطمة النبهاني يانغ زاوكسوان               | تشانغ لينغ نودنيدا لوانجنام أنكيتا راينا ليو فانجزو                        |
| 19 مايو | كارويزاوا، اليابان ملعب عشبي $25،000 قرعة المباريات الفردية والزوجية نسخة محفوظة 2014-04-19 على موقع واي باك مشين.                      | جانغ سو جونج 6–3، 6–4                                        | أرينا روديونوفا                           | تارا مور يساليني بونافنتور                 | يومي ميازاكي مونيك أدامكزاك ريكا فوجيوارا تشياكي أوكاداوي                  |
| 19 مايو | كارويزاوا، اليابان ملعب عشبي $25،000 قرعة المباريات الفردية والزوجية نسخة محفوظة 2014-04-19 على موقع واي باك مشين.                      | جونري ناميجاتا أكيكو يونيمورا 6–2، 7–5                       | كاناي هيسامي تشياكي أوكاداوي              | تارا مور يساليني بونافنتور                 | يومي ميازاكي مونيك أدامكزاك ريكا فوجيوارا تشياكي أوكاداوي                  |
| 19 مايو | بول، كرواتيا ملعب ترابي $10،000 قرعة المباريات الفردية والزوجية                                                                         | باتريسيا ماريا تيغ 6–2، 7–5                                  | تينا لوكاس                                | بياتريس سيديرمارك إيما ميكولتشيتش          | سزابينا سزلافيكوفيكس جوستين دي سوتر إيفغينيا باشكوفا كريستينا شاكوفيتس     |
| 19 مايو | بول، كرواتيا ملعب ترابي $10،000 قرعة المباريات الفردية والزوجية                                                                         | إيما لين إيفغينيا باشكوفا 6–4، 6–0                           | أولغا يانتشوك كريستينا شاكوفيتس           | بياتريس سيديرمارك إيما ميكولتشيتش          | سزابينا سزلافيكوفيكس جوستين دي سوتر إيفغينيا باشكوفا كريستينا شاكوفيتس     |
| 19 مايو | شرم الشيخ، مصر ملعب صلب $10،000 قرعة المباريات الفردية والزوجية                                                                         | أنستاسيا سايتوفا 6–3، 6–2                                    | يوريكو ميازاكي                            | علا أبو ذكري نيدي شيلومولا                 | آنا مورجينا سوزان سيليك إليني كوردولايمي إلينا-تيودورا كادار               |
| 19 مايو | شرم الشيخ، مصر ملعب صلب $10،000 قرعة المباريات الفردية والزوجية                                                                         | إلينا-تيودورا كادار آنا مورجينا 3–6، 6–2، [10–5]             | ديانا بوغولي نيدي شيلومولا                | علا أبو ذكري نيدي شيلومولا                 | آنا مورجينا سوزان سيليك إليني كوردولايمي إلينا-تيودورا كادار               |
| 19 مايو | الرملة، إسرائيل ملعب صلب $10،000 قرعة المباريات الفردية والزوجية                                                                        | باربورا شتيفكوفا 6–1، 6–3                                    | مارجريتا لازاريفا                         | مريم بولكفادزه ساراي ستيرينباخ             | أماندين كازو أناستاسيا بريبلوفا مانشا فوستر جوليا ستاماتوفا                |
| 19 مايو | الرملة، إسرائيل ملعب صلب $10،000 قرعة المباريات الفردية والزوجية                                                                        | مارجريتا لازاريفا باربورا شتيفكوفا 6–2، 3–6، [11–9]          | صوفيا دميترييفا ألكساندرا موروزوفا        | مريم بولكفادزه ساراي ستيرينباخ             | أماندين كازو أناستاسيا بريبلوفا مانشا فوستر جوليا ستاماتوفا                |
| 19 مايو | كزرتة، إيطاليا ملعب ترابي $10،000 قرعة المباريات الفردية والزوجية                                                                       | إيزابيلا شنيكوفا 4–6، 6–3، 6–4                               | ماريانا زاكارليوك                         | آن شيفر إيكاترين جورجودزي                  | مارينا شامايكو مارتينا تريفيسان بياتريس حداد مايا أندريا كوخ بنفنوتو       |
| 19 مايو | كزرتة، إيطاليا ملعب ترابي $10،000 قرعة المباريات الفردية والزوجية                                                                       | سامانثا هاريس سالي بيرز 6–3، 7–6(6–8)                        | إيكاترين جورجودزي صوفيا كفاتسابايا        | آن شيفر إيكاترين جورجودزي                  | مارينا شامايكو مارتينا تريفيسان بياتريس حداد مايا أندريا كوخ بنفنوتو       |
| 19 مايو | فيلينيه، سلوفينيا ملعب ترابي $10،000 قرعة المباريات الفردية والزوجية                                                                    | تمارا زيدانسيك 4–6، 6–2، 6–3                                 | باربارا هاس                               | سيلفيا نجيريتش إيفون نويورث                | كارولينا ستوخلا بترا أوبيرالوفا مارتينا كوبيتشكوفا نيكولا فاجدوفا          |
| 19 مايو | فيلينيه، سلوفينيا ملعب ترابي $10،000 قرعة المباريات الفردية والزوجية                                                                    | لينكا كونشيكوفا كارولينا ستوخلا 7–5، 6–1                     | مارتينا كوبيتشكوفا تيريزا ماليكوفا        | سيلفيا نجيريتش إيفون نويورث                | كارولينا ستوخلا بترا أوبيرالوفا مارتينا كوبيتشكوفا نيكولا فاجدوفا          |
| 19 مايو | سوسة، تونس ملعب صلب $10،000 قرعة المباريات الفردية والزوجية                                                                             | شانتال شكاملوفا 7–6(3–7)، 4–6، 4–6                           | لوي بروليو                                | مافالد فرنانديز آنا صوفيا سانشيز           | أولاي إنكلان سوليس هارييت دارت ليندا برينكوفيك بويانا مارينكوفيك           |
| 19 مايو | سوسة، تونس ملعب صلب $10،000 قرعة المباريات الفردية والزوجية                                                                             | ألكسندرا نانكاروا أولغا باريس أزكويتا 6–4، 2–6               | آنا صوفيا سانشيز شانتال شكاملوفا          | مافالد فرنانديز آنا صوفيا سانشيز           | أولاي إنكلان سوليس هارييت دارت ليندا برينكوفيك بويانا مارينكوفيك           |
| 19 مايو | أنطاليا، تركيا ملعب صلب $10٬000 قرعة المباريات الفردية والزوجية                                                                         | جانينا تولين 7–6(5–7)، 4–6، 4–6                              | ديانا نجرينو                              | شارلوت كلاسن زيمينا هيرموسو                | ميليس سيزر ألونا فومينا كيت تورفي فرانسيسكا بالميجيانو                     |
| 19 مايو | أنطاليا، تركيا ملعب صلب $10٬000 قرعة المباريات الفردية والزوجية                                                                         | أنيتا حوساريك فرانسيسكا بالميجيانو بالانسحاب                 | زيمينا هيرموسو ديانا نجرينو               | شارلوت كلاسن زيمينا هيرموسو                | ميليس سيزر ألونا فومينا كيت تورفي فرانسيسكا بالميجيانو                     |
| 19 مايو | سمتر، الولايات المتحدة ملعب صلب $10٬000 قرعة المباريات الفردية والزوجية                                                                 | بروك أوستين 7–6(5–7)، 6–2، 1–6                               | ناديا جيلكريست                            | كيتلين ووريسكي بيترا يانوسكوفا             | كاترينا ييرجينا كريستينا سميث جوزي كولمان آن ليز جيوكينج                   |
| 19 مايو | سمتر، الولايات المتحدة ملعب صلب $10٬000 قرعة المباريات الفردية والزوجية                                                                 | صوفي تشانغ أندي دانييل 1–6، 3–6                              | سونيا مولنار كيتلين ووريسكي               | كيتلين ووريسكي بيترا يانوسكوفا             | كاترينا ييرجينا كريستينا سميث جوزي كولمان آن ليز جيوكينج                   |
| 26 مايو | تشنغتشو، الصين ملعب صلب $25٬000 قرعة المباريات الفردية والزوجية                                                                         | تشانغ كيلين 7–5، 6–4                                         | شو يفيان                                  | Hu Yueyue جيسيكا مور                       | وانغ كيانغ Yang Zi يانغ زاوكسوان ليو تشانغ                                 |
| 26 مايو | تشنغتشو، الصين ملعب صلب $25٬000 قرعة المباريات الفردية والزوجية                                                                         | تشان تشين وي ليانغ تشن 6–3، 6–3                              | هان زينيون تشانغ كيلين                    | Hu Yueyue جيسيكا مور                       | وانغ كيانغ Yang Zi يانغ زاوكسوان ليو تشانغ                                 |
| 26 مايو | باليكبابان، إندونيسيا ملعب صلب $25٬000 قرعة المباريات الفردية والزوجية نسخة محفوظة 16-07-2014 على موقع واي باك مشين.                    | تشو لين 7–5، 2–6، 6–3                                        | أنكيتا راينا                              | ميابي إنوي فاراتشايا وونجتينتشاي           | نيشا ليرتبيتاكسينتشاي بينجتارن بليبويتش باربارا بونيك ديريا نور حليزا      |
| 26 مايو | باليكبابان، إندونيسيا ملعب صلب $25٬000 قرعة المباريات الفردية والزوجية نسخة محفوظة 16-07-2014 على موقع واي باك مشين.                    | ميشيكا أوزيكي بينجتارن بليبويتش 6–3، 4–6، [10–7]             | فاراتشايا وونجتينتشاي فرنيا وونجتينتشاي   | ميابي إنوي فاراتشايا وونجتينتشاي           | نيشا ليرتبيتاكسينتشاي بينجتارن بليبويتش باربارا بونيك ديريا نور حليزا      |
| 26 مايو | جاردو، إيطاليا ملعب ترابي $25٬000 قرعة المباريات الفردية والزوجية                                                                       | جويا باربييري 6–4، 4–6، 6–4                                  | كاترينا كوزلوفا                           | ستيفاني فوجت سامانثا كراوفورد              | ماريا إلينا كاميرين ألبرتا بريانتي فلورنسيا مولينيرو أندي دي فرومي         |
| 26 مايو | جاردو، إيطاليا ملعب ترابي $25٬000 قرعة المباريات الفردية والزوجية                                                                       | فيرونيكا سبيد رويج ستيفاني فوجت 6–4، 6–2                     | لارا أروابارينا فلورنسيا مولينيرو         | ستيفاني فوجت سامانثا كراوفورد              | ماريا إلينا كاميرين ألبرتا بريانتي فلورنسيا مولينيرو أندي دي فرومي         |
| 26 مايو | موسكو، روسيا ملعب ترابي $25،000 قرعة المباريات الفردية والزوجية نسخة محفوظة 2014-04-19 على موقع واي باك مشين.                           | أناستاسيا فاسيليفا 7–5، 6–4                                  | فيتاليا دياتشينكو                         | زينيا كنول Margarita Gasparyan             | إيكاترينا بيشكوفا تيريزا مارتينكوفا Mayya Katsitadze يفجينيا رودينا        |
| 26 مايو | موسكو، روسيا ملعب ترابي $25،000 قرعة المباريات الفردية والزوجية نسخة محفوظة 2014-04-19 على موقع واي باك مشين.                           | آنا دانيلينا زينيا كنول 6–3، 6–2                             | إيكاترينا بيشكوفا يفجينيا رودينا          | زينيا كنول Margarita Gasparyan             | إيكاترينا بيشكوفا تيريزا مارتينكوفا Mayya Katsitadze يفجينيا رودينا        |
| 26 مايو | Infond Open ماريبور، سلوفينيا ملعب ترابي $25،000 قرعة المباريات الفردية والزوجية نسخة محفوظة 2014-04-19 على موقع واي باك مشين.          | كاترينا سينياكوفا 6–1، 7–5                                   | إيفون نويورث                              | فرانسواز أبندا مونتسيرات غونزاليس          | باربورا كرجتشيكوفا إيكاترينا ألكسندروفا تمارا زيدانسيك إيفانا جوروفيتش     |
| 26 مايو | Infond Open ماريبور، سلوفينيا ملعب ترابي $25،000 قرعة المباريات الفردية والزوجية نسخة محفوظة 2014-04-19 على موقع واي باك مشين.          | باربورا كرجتشيكوفا كاترينا سينياكوفا 6–0، 6–1                | Cindy Burger دانييلا سيغيل                | فرانسواز أبندا مونتسيرات غونزاليس          | باربورا كرجتشيكوفا إيكاترينا ألكسندروفا تمارا زيدانسيك إيفانا جوروفيتش     |
| 26 مايو | تشانغوون، كوريا الجنوبية ملعب صلب $25،000 قرعة المباريات الفردية والزوجية نسخة محفوظة 2014-04-19 على موقع واي باك مشين.                 | هونغ هيون هي 2–6، 6–4، 6–3                                   | جونري ناميجاتا                            | ماري تاناكا جانغ سو جونغ                   | ناو هيبينو يو مي هونج سيونغ يون تشوي جي هي                                 |
| 26 مايو | تشانغوون، كوريا الجنوبية ملعب صلب $25،000 قرعة المباريات الفردية والزوجية نسخة محفوظة 2014-04-19 على موقع واي باك مشين.                 | شوانغ شيا جونغ جونري ناميجاتا 7–6(7–5)، 6–0                  | كم سو جونغ لي يي را                       | ماري تاناكا جانغ سو جونغ                   | ناو هيبينو يو مي هونج سيونغ يون تشوي جي هي                                 |
| 26 مايو | بخارى، أوزبكستان ملعب صلب $25،000 قرعة المباريات الفردية والزوجية نسخة محفوظة 2014-07-16 على موقع واي باك مشين.                         | أكجول أمانمورادوف 6–3، 7–5                                   | فيرونيكا كابشاي                           | نيجينا أبدوريموفا سابينا شاريبوفا          | ايبك سويلو إيكاترين جورجودزي إيكاترينا ياشينا مارغريتا لازاريفا            |
| 26 مايو | بخارى، أوزبكستان ملعب صلب $25،000 قرعة المباريات الفردية والزوجية نسخة محفوظة 2014-07-16 على موقع واي باك مشين.                         | فيرونيكا كابشاي سابينا شاريبوفا 6–4، 6–4                     | نيجينا أبدوريموفا أكجول أمانمورادوف       | نيجينا أبدوريموفا سابينا شاريبوفا          | ايبك سويلو إيكاترين جورجودزي إيكاترينا ياشينا مارغريتا لازاريفا            |
| 26 مايو | بول، كرواتيا ملعب ترابي $10،000 قرعة المباريات الفردية والزوجية                                                                         | ناديه بودوروسكا 6–1، 6–7(6–8)، 6–1                           | بيانكا بوتو                               | تينا لوكاس سامانثا هاريس                   | إيما لين كاترينا كامنكوفا بياتريس سيديرمارك سارا كاستيلانو                 |
| 26 مايو | بول، كرواتيا ملعب ترابي $10،000 قرعة المباريات الفردية والزوجية                                                                         | بيانكا بوتو إيما لين 6–3، 6–3                                | لينكا كونشيكوفا كارولينا ستوشلا           | تينا لوكاس سامانثا هاريس                   | إيما لين كاترينا كامنكوفا بياتريس سيديرمارك سارا كاستيلانو                 |
| 26 مايو | شرم الشيخ، مصر ملعب صلب $10،000 قرعة المباريات الفردية والزوجية                                                                         | سوزان سيليك 6–1، 6–2                                         | علا أبو ذكري                              | دانييل كونوتوبتسيفا إلينا-تيودورا كادار    | إيمي بوتل ياسمين حمزة نيدهي شيلومولا إيليني كورولايمي                      |
| 26 مايو | شرم الشيخ، مصر ملعب صلب $10،000 قرعة المباريات الفردية والزوجية                                                                         | سوزان سيليك إيليني كورولايمي 6–1، 7–6(7–2)                   | سابرينا بامبوراك أرابيلا فيرنانديز رابنير | دانييل كونوتوبتسيفا إلينا-تيودورا كادار    | إيمي بوتل ياسمين حمزة نيدهي شيلومولا إيليني كورولايمي                      |
| 26 مايو | نتانيا، إسرائيل ملعب صلب $10،000 قرعة المباريات الفردية والزوجية                                                                        | باربورا شتيفكوفا 7–6(7–4)، 6–3                               | ساراي ستيرينباخ                           | بيا كونينغ جوليا ستاماتوفا                 | آنا بوغوسلافيتس تاليا زندبرغ كاتيا كريفوشابوف أماندين كازو                 |
| 26 مايو | نتانيا، إسرائيل ملعب صلب $10،000 قرعة المباريات الفردية والزوجية                                                                        | بيا كونينغ باربورا شتيفكوفا 6–3، 6–2                         | ماريام بولكفادزه أناستاسيا بريبيولوفا     | بيا كونينغ جوليا ستاماتوفا                 | آنا بوغوسلافيتس تاليا زندبرغ كاتيا كريفوشابوف أماندين كازو                 |
| 26 مايو | سيبيو، رومانيا ملعب ترابي $10،000 قرعة المباريات الفردية والزوجية                                                                       | باتريسيا ماريا تيغ 6–2، 6–4                                  | نيكوليتا-كاتالينا داسكالو                 | إيلينا بوغدان غابرييلا دوكا                | يولينا وانتي فيندولا زوفينكوفا يوليا ماريا إيفاسكو أندريا أماليا روسكا     |
| 26 مايو | سيبيو، رومانيا ملعب ترابي $10،000 قرعة المباريات الفردية والزوجية                                                                       | كامليا هريستيا أوانا جيورجيتا سيميون 7–6(7–2)، 6–1           | رالوكا جيورجيانا سيربان فيندولا زوفينكوفا | إيلينا بوغدان غابرييلا دوكا                | يولينا وانتي فيندولا زوفينكوفا يوليا ماريا إيفاسكو أندريا أماليا روسكا     |
| 26 مايو | سون سيتي، جنوب أفريقيا ملعب صلب $10،000 قرعة المباريات الفردية والزوجية                                                                 | ميشيل سامونز 2–6، 7–5، 6–4                                   | ناتاشا فوركيلس                            | مادري لو رو فانجا كلاريتش                  | آني فانجيلوفا ستيفاني كينت كيتلين هيرب أميلي إنترت                         |
| 26 مايو | سون سيتي، جنوب أفريقيا ملعب صلب $10،000 قرعة المباريات الفردية والزوجية                                                                 | ميشيل سامونز شانيل سيموندز 7–5، 6–3                          | إيلزي هاتينغ مادري لو رو                  | مادري لو رو فانجا كلاريتش                  | آني فانجيلوفا ستيفاني كينت كيتلين هيرب أميلي إنترت                         |
| 26 مايو | سوسة، تونس ملعب صلب $10،000 قرعة المباريات الفردية والزوجية                                                                             | آنا صوفيا سانشيز 6–3، 6–1                                    | لينا جيورشيسكا                            | نوريا باريزاس دياز كارولين روميو           | جازامي درو أولغا باريز أزكويتيا تيودورا رادوسافليفيتش ألكسندرا نانكارو     |
| 26 مايو | سوسة، تونس ملعب صلب $10،000 قرعة المباريات الفردية والزوجية                                                                             | لو بريلوي براندي مينا 6–2، 2–6، [10–6]                       | ألكسندرا نانكارو أولغا باريز أزكويتيا     | نوريا باريزاس دياز كارولين روميو           | جازامي درو أولغا باريز أزكويتيا تيودورا رادوسافليفيتش ألكسندرا نانكارو     |
| 26 مايو | طرسوس، تركيا ملعب ترابي $10،000 قرعة المباريات الفردية والزوجية                                                                         | أناستازيا بيفوفاروفا 6–1، 6–2                                | ميليس سيزر                                | كيمبرلي زيمرمان شارلوت كلاسن               | سينا نيكيتا إنديا ماجن أنيتا حساريتش فاليريا بروسبي                        |
| 26 مايو | طرسوس، تركيا ملعب ترابي $10،000 قرعة المباريات الفردية والزوجية                                                                         | أنيتا حساريتش كيمبرلي زيمرمان 6–4، 6–2                       | أناستازيا بيفوفاروفا ميليس سيزر           | كيمبرلي زيمرمان شارلوت كلاسن               | سينا نيكيتا إنديا ماجن أنيتا حساريتش فاليريا بروسبي                        |
| 26 مايو | جزيرة هيلتون هيد، الولايات المتحدة ملعب صلب $10،000 قرعة المباريات الفردية والزوجية                                                     | كيتلين ووريسكي 6–3، 7–6(7–5)                                 | اليسي ميرتنز                              | كارولين دولهايد إليزافيتا يانتشوك          | تيري فليمينغ إما برجيتش بوكو يان أبازا سونيا مولنار                        |
| 26 مايو | جزيرة هيلتون هيد، الولايات المتحدة ملعب صلب $10،000 قرعة المباريات الفردية والزوجية                                                     | سونيا مولنار كيتلين ووريسكي 6–3، 6–4                         | لورين ألبانيز ماكال هاركينز               | كارولين دولهايد إليزافيتا يانتشوك          | تيري فليمينغ إما برجيتش بوكو يان أبازا سونيا مولنار                        |

### يونيو
| الأسبوع  | البطولة | الفائزات                                                      | الوصيفات                                     | المتأهلات لنصف النهائي                    | المتأهلات لربع النهائي                                                    |
| -------- | --- | ------------------------------------------------------------- | -------------------------------------------- | ----------------------------------------- | ------------------------------------------------------------------------- |
| 2 يونيو  | Open Féminin de Marseille مارسيليا، فرنسا ملعب ترابي $100٬000 Singles – Doubles                                   | ألكسندرا دولغيرو 3–6، 5–7                                     | يوهانا لارسون                                | آلي كيك يفجينيا رودينا                    | لورديس دومينغيز لينو صوفيا أرفيدسون سيسيل كاراتانتشيفا لسيا تسورينكو      |
| 2 يونيو  | Open Féminin de Marseille مارسيليا، فرنسا ملعب ترابي $100٬000 Singles – Doubles                                   | لورديس دومينغيز لينو بياتريس غارسيا فيداجاني 1–6، 2–6         | يوليا بيجيلزيمير أولغا سافتشوك               | آلي كيك يفجينيا رودينا                    | لورديس دومينغيز لينو صوفيا أرفيدسون سيسيل كاراتانتشيفا لسيا تسورينكو      |
| 2 يونيو  | Aegon Trophy نوتنغهام، المملكة المتحدة عشب $75٬000 Singles – Doubles                                              | كريستينا بليسكوفا 2–6، 6–3، 4–6                               | زارينا دياز                                  | جوانا كونتا ميشيل لارشر دي بريتو          | أنيت كونتافيت شارون فيشمان ميلاني أودين إيليني دانيليدو                   |
| 2 يونيو  | Aegon Trophy نوتنغهام، المملكة المتحدة عشب $75٬000 Singles – Doubles                                              | جوسلين ري آنا سميث 7–6(5–7)، 6–4، [5–10]                      | شارون فيشمان ماريا سانشيز                    | جوانا كونتا ميشيل لارشر دي بريتو          | أنيت كونتافيت شارون فيشمان ميلاني أودين إيليني دانيليدو                   |
| 2 يونيو  | بريشا، إيطاليا ملعب ترابي $25٬000 قرعة المباريات الفردية والزوجية                                                 | أليكساندرا ساسنوفيتش 4–6، 1–6                                 | ريناتا فوراكوفا                              | أرانتشا روس كاترينا سينياكوفا             | سامانثا كراوفورد إيفا بيرنروفا آنا ريموندينا كلوديا جيوفين                |
| 2 يونيو  | بريشا، إيطاليا ملعب ترابي $25٬000 قرعة المباريات الفردية والزوجية                                                 | ساناز ماراند فلورنسيا مولينيرو 6–4، 4–6، [10–8]               | لويزا تشيريكو آسيا محمد                      | أرانتشا روس كاترينا سينياكوفا             | سامانثا كراوفورد إيفا بيرنروفا آنا ريموندينا كلوديا جيوفين                |
| 2 يونيو  | المرسى (تونس)، تونس ملعب ترابي 25٬000 دولار قرعة المباريات الفردية والزوجية                                       | أندريا غاميز 3–6، 6–0، 6–4                                    | تيريزا مردجا                                 | ديا إفتيموفا زينيا كنول                   | آنا بوغدان آنا سافيتش سارا سوريبس تورمو إيزابيلا شنيكوفا                  |
| 2 يونيو  | المرسى (تونس)، تونس ملعب ترابي 25٬000 دولار قرعة المباريات الفردية والزوجية                                       | أندريا غاميز فاليريا سافينيخ 1–6، 7–6(8–6)، [11–9]            | زينيا كنول بيمرا أوزجن                       | ديا إفتيموفا زينيا كنول                   | آنا بوغدان آنا سافيتش سارا سوريبس تورمو إيزابيلا شنيكوفا                  |
| 2 يونيو  | إل باسو، الولايات المتحدة ملعب صلب 25٬000 دولار قرعة المباريات الفردية والزوجية                                   | اليسي ميرتنز 6–1، 3–6، 6–4                                    | أشلي وينهولد                                 | هسو تشيه يو إما برجيتش بوكو               | دينيس موريزان كيارا شول شو تشينغ ون بيغي بورتر                            |
| 2 يونيو  | إل باسو، الولايات المتحدة ملعب صلب 25٬000 دولار قرعة المباريات الفردية والزوجية                                   | جيمي لوب أشلي وينهولد 4–6، 6–4، [15–13]                       | هسو تشيه يو دانييل لاو                       | هسو تشيه يو إما برجيتش بوكو               | دينيس موريزان كيارا شول شو تشينغ ون بيغي بورتر                            |
| 2 يونيو  | سراييفو، البوسنة والهرسك ملعب ترابي 15٬000 دولار قرعة المباريات الفردية والزوجية                                  | فيكتوريا توموفا 6–4، 6–3                                      | إليانور دين                                  | لينا غورشيسكا باربورا كرجتشيكوفا          | ميليس سيزر تمارا تشروفيتش كوني بيرين ديسبينا باباميتشايل                  |
| 2 يونيو  | سراييفو، البوسنة والهرسك ملعب ترابي 15٬000 دولار قرعة المباريات الفردية والزوجية                                  | باربورا كرجتشيكوفا فيكتوريا توموفا 7–6(7–3)، 6–2              | كارولين دانيلز ميليس سيزر                    | لينا غورشيسكا باربورا كرجتشيكوفا          | ميليس سيزر تمارا تشروفيتش كوني بيرين ديسبينا باباميتشايل                  |
| 2 يونيو  | كامبوس دو جوردو، البرازيل ملعب صلب $15،000 قرعة المباريات الفردية والزوجية                                        | لورا بيجوسي 4–6، 6–1، 7–6(7–2)                                | فيكتوريا بوثيو                               | ناتاليا روسي غوادالوبي بيريز روجاس        | آنا كلارا دوارتي تشيين بي-جو ناتالي كوراتا سارة خيمينيز                   |
| 2 يونيو  | كامبوس دو جوردو، البرازيل ملعب صلب $15،000 قرعة المباريات الفردية والزوجية                                        | لورا بيجوسي ناتاليا روسي 6–4، 6–2                             | فيكتوريا بوثيو آنا كلارا دوارتي              | ناتاليا روسي غوادالوبي بيريز روجاس        | آنا كلارا دوارتي تشيين بي-جو ناتالي كوراتا سارة خيمينيز                   |
| 2 يونيو  | بول، كرواتيا ملعب ترابي $10،000 قرعة المباريات الفردية والزوجية                                                   | بيانكا بوتو 6–1، 6–2                                          | تينا لوكاس                                   | أولغا يانتشوك بيترا روهانوفا              | ناديه بودوروسكا ماريانا درازيك كريستينا شاكوفيتس باربرا كوتيليسوفا        |
| 2 يونيو  | بول، كرواتيا ملعب ترابي $10،000 قرعة المباريات الفردية والزوجية                                                   | لينكا كونشيكوفا كارولينا ستوخلا 0–6، 6–1، [10–8]              | أولغا يانتشوك كريستينا شاكوفيتس              | أولغا يانتشوك بيترا روهانوفا              | ناديه بودوروسكا ماريانا درازيك كريستينا شاكوفيتس باربرا كوتيليسوفا        |
| 2 يونيو  | شرم الشيخ، مصر ملعب صلب $10،000 قرعة المباريات الفردية والزوجية                                                   | إلينا-تيودورا كادار 6–3، 6–3                                  | إيمي بوتل                                    | سوزان سيليك كارولين روده-مو               | ألينا ميكيفا فرانشيسكا ستيفينسون أرابيلا فرنانديز رابنر إليني كوردوليمي   |
| 2 يونيو  | شرم الشيخ، مصر ملعب صلب $10،000 قرعة المباريات الفردية والزوجية                                                   | سوزان سيليك إليني كوردوليمي 7–5، 6–2                          | إلينا-تيودورا كادار أرابيلا فرنانديز رابنر   | سوزان سيليك كارولين روده-مو               | ألينا ميكيفا فرانشيسكا ستيفينسون أرابيلا فرنانديز رابنر إليني كوردوليمي   |
| 2 يونيو  | بودابست، هنغاريا ملعب ترابي $10،000 قرعة المباريات الفردية والزوجية                                               | برنيلا مينديسوفا 6–0، 2–6، 6–2                                | صوفيا بلانكو                                 | يوجينيا باشكوفا نيكوليتا-كاتالينا داسكالو | بيا كونينغ لينكا جريكوفا أدريانا ليكاج كاترينا بوندارينكو                 |
| 2 يونيو  | بودابست، هنغاريا ملعب ترابي $10،000 قرعة المباريات الفردية والزوجية                                               | صوفيا بلانكو أدريانا ليكاج 7–6(7–5)، 6–3                      | زوزانا لوكناروفا يوجينيا باشكوفا             | يوجينيا باشكوفا نيكوليتا-كاتالينا داسكالو | بيا كونينغ لينكا جريكوفا أدريانا ليكاج كاترينا بوندارينكو                 |
| 2 يونيو  | تاركان، إندونيسيا ملعب صلب (indoor) $10،000 قرعة المباريات الفردية والزوجية                                       | تشو لين 4–6، 6–0، 6–2                                         | وانغ يان                                     | يانغ زاوكسوان لافينيا تانانتا             | جيسي رومبيس تشانغ يوكين تاماتشان مومكونثود ألديلا سوجيادي                 |
| 2 يونيو  | تاركان، إندونيسيا ملعب صلب (indoor) $10،000 قرعة المباريات الفردية والزوجية                                       | فاراتشايا وونجتينتشاي فرنيا وونجتينتشاي 5–7، 6–4، [11–9]      | بياتريس جوموليا جيسي رومبيس                  | يانغ زاوكسوان لافينيا تانانتا             | جيسي رومبيس تشانغ يوكين تاماتشان مومكونثود ألديلا سوجيادي                 |
| 2 يونيو  | طوكيو، اليابان ملعب صلب $10،000 قرعة المباريات الفردية والزوجية                                                   | مانا أيوكاوا 2–6، 6–0، 6–3                                    | ميابي إينووي                                 | يووكي تاناكا كوتومي تاكاتا                | كاناي هيسامي ميزونو كيجما شيهو هيساماتسو أكاري إينوئي                     |
| 2 يونيو  | طوكيو، اليابان ملعب صلب $10،000 قرعة المباريات الفردية والزوجية                                                   | مانا أيوكاوا ماكوتو نينوميا 3–6، 6–4، [10–4]                  | يورينا كوشينو أكيكو أومي                     | يووكي تاناكا كوتومي تاكاتا                | كاناي هيسامي ميزونو كيجما شيهو هيساماتسو أكاري إينوئي                     |
| 2 يونيو  | باتشوكا، المكسيك ملعب صلب $10،000 قرعة المباريات الفردية والزوجية                                                 | كارولينا بيتانكورت 5–3، انسحاب                                | فرناندا بريتو                                | أناستاسيا نيفيدوفا أدريانا غوزمان         | ماريا بولينا بيريز فيرا أليشيفا ريانا فالديز فيرا بيسونوفا                |
| 2 يونيو  | باتشوكا، المكسيك ملعب صلب $10،000 قرعة المباريات الفردية والزوجية                                                 | فيرا أليشيفا أياكا أوكونو 7–6(7–5)، 3–6، [10–7]               | جيوفانا مانياسيو ياديرا روبيو                | أناستاسيا نيفيدوفا أدريانا غوزمان         | ماريا بولينا بيريز فيرا أليشيفا ريانا فالديز فيرا بيسونوفا                |
| 2 يونيو  | كأس قازان الصيفي قازان، روسيا ملعب ترابي $10،000 قرعة المباريات الفردية والزوجية                                  | ألينا تاراسوفا 6–1، 7–6(7–3)                                  | بولينا مونوفا                                | مارغريتا لازاريفا ليدزيا ماروزافا         | آنا سمولينا أناستازيا بيفوفاروفا جوليا فاليتوفا سابينا شايدولينا          |
| 2 يونيو  | كأس قازان الصيفي قازان، روسيا ملعب ترابي $10،000 قرعة المباريات الفردية والزوجية                                  | مارغريتا لازاريفا ليدزيا ماروزافا 6–1، 0–6، [10–6]            | بولينا نوفوسيلوفا صوفيا سماغينا              | مارغريتا لازاريفا ليدزيا ماروزافا         | آنا سمولينا أناستازيا بيفوفاروفا جوليا فاليتوفا سابينا شايدولينا          |
| 2 يونيو  | صن سيتي، جنوب أفريقيا ملعب صلب $10،000 قرعة المباريات الفردية والزوجية                                            | إيلزي هاتينغ 6–1، 6–3                                         | كلوتيلد دي برناردي                           | مادري لو رو ناتاشا فوروكلاس               | شانيل سيموندز نيكول دزينغا ستيفاني كنت لينيس فان إيك                      |
| 2 يونيو  | صن سيتي، جنوب أفريقيا ملعب صلب $10،000 قرعة المباريات الفردية والزوجية                                            | أجاتا بارانسكا ستيفاني كنت انسحاب                             | إيلزي هاتينغ مادري لو رو                     | مادري لو رو ناتاشا فوروكلاس               | شانيل سيموندز نيكول دزينغا ستيفاني كنت لينيس فان إيك                      |
| 2 يونيو  | مدريد، إسبانيا ملعب ترابي (indoor) $10،000 قرعة المباريات الفردية والزوجية                                        | أولغا سايز لارا 6–4، 3–6، 7–5                                 | لوسيا سيرفيرا فازكيز                         | إيمان ماييل كوتشر إيفون كافالي ريمييرز    | لينا-ماري هوفمان باربارا لوز ماريا سكاري جيسيكا بونشيه                    |
| 2 يونيو  | مدريد، إسبانيا ملعب ترابي (indoor) $10،000 قرعة المباريات الفردية والزوجية                                        | سلفيا غارسيا خيمينيز أولغا سايز لارا 6–4، 6–3                 | إيفون كافالي ريمييرز لوسيا سيرفيرا فازكيز    | إيمان ماييل كوتشر إيفون كافالي ريمييرز    | لينا-ماري هوفمان باربارا لوز ماريا سكاري جيسيكا بونشيه                    |
| 2 يونيو  | أضنة، تركيا ملعب صلب $10،000 قرعة المباريات الفردية والزوجية                                                      | ايبك سويلو 4–6، 6–1، 6–2                                      | باشاك إرايدن                                 | كريستينا أدامسكو ليندا برينكوفيتش         | ألونا فومينا أيلان أكسو باميلا بويانوف ميليس بيركتار أوغلو                |
| 2 يونيو  | أضنة، تركيا ملعب صلب $10،000 قرعة المباريات الفردية والزوجية                                                      | باشاك إرايدن ايبك سويلو 6–3، 6–1                              | ألونا فومينا إيكاترينا تسكلاوري              | كريستينا أدامسكو ليندا برينكوفيتش         | ألونا فومينا أيلان أكسو باميلا بويانوف ميليس بيركتار أوغلو                |
| 9 يونيو  | إيخون نوتنغهام تشالينج نوتنغهام، المملكة المتحدة عشب $50،000 فردي – زوجي                                          | يارميلا جاجدوسوفا 6–2، 6–2                                    | تيميا باشينسكي                               | نيكول غيبس أندريا هلافاتشكوفا             | لسيا تسورينكو ماتيلد يوهانسون أنيت كونتافيت أنس جابر                      |
| 9 يونيو  | إيخون نوتنغهام تشالينج نوتنغهام، المملكة المتحدة عشب $50،000 فردي – زوجي                                          | يارميلا جاجدوسوفا أرينا روديونوفا 7–6(7–0)، 6–1               | فيرونيكا سبيد رويج ستيفاني فوجت              | نيكول غيبس أندريا هلافاتشكوفا             | لسيا تسورينكو ماتيلد يوهانسون أنيت كونتافيت أنس جابر                      |
| 9 يونيو  | إسن (ألمانيا)، ألمانيا ملعب ترابي $25،000 قرعة المباريات الفردية والزوجية                                         | ماندي مينلا 6–2، 4–6، 6–3                                     | ريتشل هوجينكامب                              | كونستانس سيبيل ليزلي كيركوف               | سيندي برغر إيكاترينا ألكسندروفا كريستينا بارويس كاترينا فانكوفا           |
| 9 يونيو  | إسن (ألمانيا)، ألمانيا ملعب ترابي $25،000 قرعة المباريات الفردية والزوجية                                         | كريستينا بارويس تاتيانا ماريا 6–2، 6–2                        | يساليني بونافنتور إليتسا كوستوفا             | كونستانس سيبيل ليزلي كيركوف               | سيندي برغر إيكاترينا ألكسندروفا كريستينا بارويس كاترينا فانكوفا           |
| 9 يونيو  | بودابست، المجر ملعب ترابي $25،000 قرعة المباريات الفردية والزوجية                                                 | دينيشا أليرتوفا 7–6(8–6)، 7–6(7–3)                            | أدريانا ليكاي                                | بيانكا بوتو ريكا-لوكا ياني                | يفجينيا باشكوفا جيسيكا ماليتشكوفا ديا إفتيموفا آنا سافيتش                 |
| 9 يونيو  | بودابست، المجر ملعب ترابي $25،000 قرعة المباريات الفردية والزوجية                                                 | ريكا-لوكا ياني إيرينا خروماتشيفا 7–5، 6–4                     | دليلا ياكوبوفيتش كاترينا كرامبيروفا          | بيانكا بوتو ريكا-لوكا ياني                | يفجينيا باشكوفا جيسيكا ماليتشكوفا ديا إفتيموفا آنا سافيتش                 |
| 9 يونيو  | باذوة، إيطاليا ملعب ترابي $25،000 قرعة المباريات الفردية والزوجية                                                 | لويزا تشيريكو 6–2، 1–6، 7–6(7–3)                              | باولا كريستينا غونسالفيس                     | أناستازيا جريمالسكا أليس ماتيوكسي         | أليكساندرا ساسنوفيتش فلورنسيا مولينيرو غابرييلا سي كاتالينا بيلا          |
| 9 يونيو  | باذوة، إيطاليا ملعب ترابي $25،000 قرعة المباريات الفردية والزوجية                                                 | جويا باربييري صوفيا شاباتافا 6–4، 0–6، [14–12]                | باولا كريستينا غونسالفيس فلورنسيا مولينيرو   | أناستازيا جريمالسكا أليس ماتيوكسي         | أليكساندرا ساسنوفيتش فلورنسيا مولينيرو غابرييلا سي كاتالينا بيلا          |
| 9 يونيو  | Fergana Challenger فرغانة، أوزبكستان ملعب صلب $25،000 Singles – Doubles                                           | نيجينا أبدوريموفا 6–3، 6–4                                    | ناو هيبينو                                   | آنا فيسيلينوفيتش هيروكو كواتا             | سابينا شاريبوفا كاميلا كيريمبايفا يومي ميازاكي مارغريتا لازاريفا          |
| 9 يونيو  | Fergana Challenger فرغانة، أوزبكستان ملعب صلب $25،000 Singles – Doubles                                           | هيروكو كواتا ماري تاناكا 6–1، 6–4                             | ناو هيبينو بارتانا ثومبار                    | آنا فيسيلينوفيتش هيروكو كواتا             | سابينا شاريبوفا كاميلا كيريمبايفا يومي ميازاكي مارغريتا لازاريفا          |
| 9 يونيو  | فيلا ديل ديكي، الأرجنتين ملعب ترابي $10،000 قرعة المباريات الفردية والزوجية                                       | جولييتا لارا استيبال 6–3، 3–6، 6–4                            | دانييلا فارفان                               | كونستانزا فيغا بيرتا بوناردي              | ميلينا فيريرو إنغريد غامارا مارتينز سارا خيمينيز إيفانيا مارتينيتش        |
| 9 يونيو  | فيلا ديل ديكي، الأرجنتين ملعب ترابي $10،000 قرعة المباريات الفردية والزوجية                                       | كارولينا ألفيس كونستانزا فيغا 7–6(7–4)، 6–2                   | ناثالي كوراتا ناثاليا روسي                   | كونستانزا فيغا بيرتا بوناردي              | ميلينا فيريرو إنغريد غامارا مارتينز سارا خيمينيز إيفانيا مارتينيتش        |
| 9 يونيو  | مينسك، بيلاروس ملعب ترابي $10،000 قرعة المباريات الفردية والزوجية                                                 | كلوي باكيوت 6–2، 6–4                                          | ليدزيا ماروزافا                              | فيرا لابكو إليزافيتا يانتشوك              | سفيتلانا بيراژينكا أنستاسيا سايتوفا صدف مح توليبوفا أناستازيا فرولوفا     |
| 9 يونيو  | مينسك، بيلاروس ملعب ترابي $10،000 قرعة المباريات الفردية والزوجية                                                 | ليدزيا ماروزافا سفيتلانا بيراژينكا 6–1، 6–3                   | آنا سمولينا ليوبوف فاسيلييفا                 | فيرا لابكو إليزافيتا يانتشوك              | سفيتلانا بيراژينكا أنستاسيا سايتوفا صدف مح توليبوفا أناستازيا فرولوفا     |
| 9 يونيو  | بانيا لوكا، البوسنة والهرسك ملعب ترابي $10،000 قرعة المباريات الفردية والزوجية                                    | باربورا شتيفكوفا 6–2، 6–2                                     | ديانا نيجريانو                               | إليانور دين أندريا كوخ بنفنوتو            | ستيفاني فوريه غابرييلا بانتوتشكوفا أنيتا حوساريتش سيلفيا نغريتش           |
| 9 يونيو  | بانيا لوكا، البوسنة والهرسك ملعب ترابي $10،000 قرعة المباريات الفردية والزوجية                                    | غابرييلا بانتوتشكوفا باربورا شتيفكوفا Walkover                | أنيتا حوساريتش ديانا نيجريانو                | إليانور دين أندريا كوخ بنفنوتو            | ستيفاني فوريه غابرييلا بانتوتشكوفا أنيتا حوساريتش سيلفيا نغريتش           |
| 9 يونيو  | بول، كرواتيا ملعب ترابي $10،000 قرعة المباريات الفردية والزوجية                                                   | نادية بودوروسكا 6–3، 2–6، 6–2                                 | أولغا يانتشوك                                | سامانثا هاريس فرانسيسكا بالمينيانو        | بترا روهانوڤا يانيك ويكيرينك كريستينا شاكوفيتس تينا لوكاس                 |
| 9 يونيو  | بول، كرواتيا ملعب ترابي $10،000 قرعة المباريات الفردية والزوجية                                                   | لينا كونشكيوفا كارولينا ستوخلا 6–0، 6–4                       | سامانثا هاريس سالي بيرز                      | سامانثا هاريس فرانسيسكا بالمينيانو        | بترا روهانوڤا يانيك ويكيرينك كريستينا شاكوفيتس تينا لوكاس                 |
| 9 يونيو  | شرم الشيخ، مصر ملعب صلب $10،000 قرعة المباريات الفردية والزوجية                                                   | إلينا-تيودورا كادار 6–4، 6–4                                  | آنا مورجينا                                  | كسينيا جايدارزي ألينا ميخيفا              | ساندرا سمير بترا هولي مارسلا ألفيز بيريرا فالي إيمي بوتل                  |
| 9 يونيو  | شرم الشيخ، مصر ملعب صلب $10،000 قرعة المباريات الفردية والزوجية                                                   | آنا مورجينا كارولين روديه-مو 6–3، 7–5                         | إلينا-تيودورا كادار أرابيلا فرنانديز رابنر   | كسينيا جايدارزي ألينا ميخيفا              | ساندرا سمير بترا هولي مارسلا ألفيز بيريرا فالي إيمي بوتل                  |
| 9 يونيو  | سوراكارتا، إندونيسيا ملعب صلب $10،000 قرعة المباريات الفردية والزوجية                                             | تشو لين 6–0، 6–0                                              | لافينيا تاندانتا                             | وانج يان بياتريس جوموليا                  | يانغ زاوكسوان فرنيا وونجتينتشاي دريا نور حليزه جاي آو                     |
| 9 يونيو  | سوراكارتا، إندونيسيا ملعب صلب $10،000 قرعة المباريات الفردية والزوجية                                             | ناديا رافيتا ألديلا سوتجيادي 6–2، 7–6(7–3)                    | بياتريس جوموليا جيسي رومبيس                  | وانج يان بياتريس جوموليا                  | يانغ زاوكسوان فرنيا وونجتينتشاي دريا نور حليزه جاي آو                     |
| 9 يونيو  | كاشيوا، اليابان ملعب صلب $10،000 قرعة المباريات الفردية والزوجية                                                  | ريكو ساوياناجي 6–4، 7–6(7–5)                                  | جونري ناميجاتا                               | كاناي هيسامي مانا أيواكاوا                | يوكي كريستينا تشيانج يوكي تاناكا ميزونو كجيما كوتومي تاكاهاتا             |
| 9 يونيو  | كاشيوا، اليابان ملعب صلب $10،000 قرعة المباريات الفردية والزوجية                                                  | يوكي كريستينا تشيانج آكي ياماتسوتو 5–7، 6–1، [10–5]           | ماكوتو نينوميا يوكي تاناكا                   | كاناي هيسامي مانا أيواكاوا                | يوكي كريستينا تشيانج يوكي تاناكا ميزونو كجيما كوتومي تاكاهاتا             |
| 9 يونيو  | كواتزاكوالكوس، المكسيك ملعب صلب $10،000 قرعة المباريات الفردية والزوجية                                           | مارسيلا زكرياس 6–3، 7–6(7–3)                                  | زيمينا هيرموسو                               | أندريا إسكوريازا رويز كارولينا بيتانكورت  | كاميلا فوينتيس ستيفي كاروذرس غابرييلا أوموكيت ريان فالديز                 |
| 9 يونيو  | كواتزاكوالكوس، المكسيك ملعب صلب $10،000 قرعة المباريات الفردية والزوجية                                           | كاميلا فوينتيس مارسيلا زكرياس 6–2، 6–2                        | ماريا بولينا بيريز باولا أندريا بيريز        | أندريا إسكوريازا رويز كارولينا بيتانكورت  | كاميلا فوينتيس ستيفي كاروذرس غابرييلا أوموكيت ريان فالديز                 |
| 9 يونيو  | أمستلفين، هولندا ملعب ترابي $10،000 قرعة المباريات الفردية والزوجية                                               | كيرين ليموين 2–6، 6–4، 6–2                                    | برناردا بيرا                                 | فاني ستولار غلوريا ليانغ                  | كاثرين شانترين غابرييلا فان دي غراف جيني شيبينز تاتيانا بوا               |
| 9 يونيو  | أمستلفين، هولندا ملعب ترابي $10،000 قرعة المباريات الفردية والزوجية                                               | برناردا بيرا فيكتوريا توموفا 6–0، 2–1، انسحاب                 | تاتيانا بوا بياتريس حداد مايا                | فاني ستولار غلوريا ليانغ                  | كاثرين شانترين غابرييلا فان دي غراف جيني شيبينز تاتيانا بوا               |
| 9 يونيو  | صن سيتي، جنوب أفريقيا ملعب صلب $10،000 قرعة المباريات الفردية والزوجية                                            | شانيل سيموندز 6–2، 6–2                                        | مادري لو رو                                  | إيلزي هاتينغ كلوتيلد دي برناردي           | ستيفاني كينت ناتاشا فوركلاس ألكسندرا رايلي أغاتا بارانسكا                 |
| 9 يونيو  | صن سيتي، جنوب أفريقيا ملعب صلب $10،000 قرعة المباريات الفردية والزوجية                                            | ميشيل سامونز شانيل سيموندز 6–3، 6–3                           | إيلزي هاتينغ مادري لو رو                     | إيلزي هاتينغ كلوتيلد دي برناردي           | ستيفاني كينت ناتاشا فوركلاس ألكسندرا رايلي أغاتا بارانسكا                 |
| 9 يونيو  | مدريد، إسبانيا ملعب ترابي $10،000 قرعة المباريات الفردية والزوجية                                                 | لوسيا سيرفيرا فاسكيز 7–6(7–5)، 6–3                            | أولغا سايز لارا                              | ألكساندرينا نايدينوفا ماريا سكاري         | أولغا باريس أزكويتا أليس باكييه إيوانا لوريدانا روسكا باربارا لوز         |
| 9 يونيو  | مدريد، إسبانيا ملعب ترابي $10،000 قرعة المباريات الفردية والزوجية                                                 | إيفون كافالي رايمرز لوسيا سيرفيرا فاسكيز 6–2، 4–6، [10–5]     | شارلوت رومر أولغا سايز لارا                  | ألكساندرينا نايدينوفا ماريا سكاري         | أولغا باريس أزكويتا أليس باكييه إيوانا لوريدانا روسكا باربارا لوز         |
| 9 يونيو  | أضنة، تركيا ملعب ترابي $10،000 قرعة المباريات الفردية والزوجية                                                    | إلك ليمانس 3–6، 6–1، 6–1                                      | جوليا ستاماتوفا                              | آنا بوغدان باشاك إرايدن                   | ستيفاني ستيمر كارولين شميدت كريستينا أداميسكو آنا ماريا هايل              |
| 9 يونيو  | أضنة، تركيا ملعب ترابي $10،000 قرعة المباريات الفردية والزوجية                                                    | إلك ليمانس أنيت مونوزوفا 6–4، 6–3                             | إينا كاوفينغر ليوبوسلافا بيروخوفا            | آنا بوغدان باشاك إرايدن                   | ستيفاني ستيمر كارولين شميدت كريستينا أداميسكو آنا ماريا هايل              |
| 16 يونيو | مينسك، روسيا البيضاء ملعب ترابي $25،000 قرعة المباريات الفردية والزوجية                                           | إيرينا خروماتشيفا 6–4، 1–6، 6–1                               | إيما ميكولتشيتش                              | كرمن إيلونا فيرونيكا كابشاي               | فارفارا فلينك يفجينيا رودينا أولغا بوتشكوفا مارغريتا غاسباريان            |
| 16 يونيو | مينسك، روسيا البيضاء ملعب ترابي $25،000 قرعة المباريات الفردية والزوجية                                           | إيرينا خروماتشيفا كرمن إيلونا 7–5، 6–0                        | ليدزيا ماروزافا سفيلانا بيراژينكا            | كرمن إيلونا فيرونيكا كابشاي               | فارفارا فلينك يفجينيا رودينا أولغا بوتشكوفا مارغريتا غاسباريان            |
| 16 يونيو | مونبلييه، فرنسا ملعب ترابي $25،000 قرعة المباريات الفردية والزوجية                                                | إليتسا كوستوفا 7–5، 6–1                                       | صوفيا كوفالتس                                | مونتسيرات غونزاليس كونستانس سيبيل         | كاتالينا بيلا Cindy Burger إيرينا رامياليسون غابرييلا سي                  |
| 16 يونيو | مونبلييه، فرنسا ملعب ترابي $25،000 قرعة المباريات الفردية والزوجية                                                | إينيس فيرير سواريز سارا سوريبس تورمو 2–6، 6–3، [12–10]        | هسو تشيه يو إليتسا كوستوفا                   | مونتسيرات غونزاليس كونستانس سيبيل         | كاتالينا بيلا Cindy Burger إيرينا رامياليسون غابرييلا سي                  |
| 16 يونيو | يستاد، السويد ملعب ترابي $25،000 قرعة المباريات الفردية والزوجية                                                  | ناستجا كولار 6–4، 6–4                                         | ساندرا زانيوسكا                              | زينيا كنول يلينا أوستابينكو               | كاثينكا فون ديكمان سوزان سيليك ميلاني ستوك ألريكك إيكري                   |
| 16 يونيو | يستاد، السويد ملعب ترابي $25،000 قرعة المباريات الفردية والزوجية                                                  | ناستجا كولار إيفون نويورث 7–6(7–3)، 3–6، [10–6]               | آنا دانيلينا زينيا كنول                      | زينيا كنول يلينا أوستابينكو               | كاثينكا فون ديكمان سوزان سيليك ميلاني ستوك ألريكك إيكري                   |
| 16 يونيو | لينزرهيد، سويسرا ملعب ترابي $25،000 قرعة المباريات الفردية والزوجية                                               | إليزافيتا كوليتشكوفا 7–5، 6–2                                 | لويزا تشيريكو                                | جيل تيخمان جوليا جاتو مونتيكوني           | إيكاترينا ألكسندروفا جوستينا ججيولكا تاتيانا ماريا كارين كينيل            |
| 16 يونيو | لينزرهيد، سويسرا ملعب ترابي $25،000 قرعة المباريات الفردية والزوجية                                               | لويزا تشيريكو ساناز مارند 6–3، 6–4                            | جانغ سو جونج جوستينا ججيولكا                 | جيل تيخمان جوليا جاتو مونتيكوني           | إيكاترينا ألكسندروفا جوستينا ججيولكا تاتيانا ماريا كارين كينيل            |
| 16 يونيو | برشيروف، جمهورية التشيك ملعب ترابي $15،000 قرعة المباريات الفردية والزوجية                                        | باربورا كرجتشيكوفا 6–3، 6–4                                   | لينكا جريكوفا                                | أندريا كوخ بنفنوتو برنيلا مينديسوفا       | إيفا روتاروفا كاتارزينا كاوا أماندا كاريراس ناتاليا كوستيتش               |
| 16 يونيو | برشيروف، جمهورية التشيك ملعب ترابي $15،000 قرعة المباريات الفردية والزوجية                                        | شانتال شكاملوفا باربورا ستيفكوفا 6–4، 6–3                     | إيفا روتاروفا كارولينا ستوخل                 | أندريا كوخ بنفنوتو برنيلا مينديسوفا       | إيفا روتاروفا كاتارزينا كاوا أماندا كاريراس ناتاليا كوستيتش               |
| 16 يونيو | فيلا ماريا، الأرجنتين ملعب ترابي $10،000 قرعة المباريات الفردية والزوجية                                          | صوفيا ليني 6–4، 6–1                                           | كارلا لوسيرو                                 | كارولينا ألفيس فلافيا جويماريش بوينو      | إدوارد بييا سارا خيمينيز جولييتا لارا إستابلي ناتالي كوراتا               |
| 16 يونيو | فيلا ماريا، الأرجنتين ملعب ترابي $10،000 قرعة المباريات الفردية والزوجية                                          | صوفيا ليني آنا مادكور 6–2، 4–6، [10–7]                        | إنغريد جامارا مارتينز إدوارد بييا            | كارولينا ألفيس فلافيا جويماريش بوينو      | إدوارد بييا سارا خيمينيز جولييتا لارا إستابلي ناتالي كوراتا               |
| 16 يونيو | فيكتوريا، كندا ملعب صلب (داخل القاعة) $10،000 قرعة المباريات الفردية والزوجية                                     | سونيا مولنار 6–4، 7–5                                         | توري كينارد                                  | أياكا أوكونو ستايسي فونج                  | ماريا باتراسكو كريستينا بلاي كيفيتش شارلوت بيتريك أيان برومفيلد           |
| 16 يونيو | فيكتوريا، كندا ملعب صلب (داخل القاعة) $10،000 قرعة المباريات الفردية والزوجية                                     | أيان برومفيلد ماريا باتراسكو 5–7، 6–4، [10–8]                 | كريستينا بلاي كيفيتش ويندي زانغ              | أياكا أوكونو ستايسي فونج                  | ماريا باتراسكو كريستينا بلاي كيفيتش شارلوت بيتريك أيان برومفيلد           |
| 16 يونيو | شرم الشيخ، مصر ملعب صلب $10،000 قرعة المباريات الفردية والزوجية                                                   | ديسبينا باباميتشايل 6–1، 6–3                                  | آنا مورجينا                                  | ألينا ميخييفا إلينا-تيودورا كادار         | جورجيا بينتو أرابيلا فرنانديز رابانير مي القماش رالوكا جيورجيانا شيربان   |
| 16 يونيو | شرم الشيخ، مصر ملعب صلب $10،000 قرعة المباريات الفردية والزوجية                                                   | أرابيلا فرنانديز رابانير ديسبينا باباميتشايل 6–3، 6–3         | مي القماش ياسمين حمزة                        | ألينا ميخييفا إلينا-تيودورا كادار         | جورجيا بينتو أرابيلا فرنانديز رابانير مي القماش رالوكا جيورجيانا شيربان   |
| 16 يونيو | جبت بكة، إيطاليا ملعب صلب $10،000 قرعة المباريات الفردية والزوجية                                                 | بولينا ليكينا 7–5، 6–4                                        | مارتينا كاريغارو                             | جاسمين باوليني هانا لاندنر                | ليزا سابينو أليكسيا غواراشي إيوانا لوريدانا روسكا كاميلا جيانجريكو كامبيز |
| 16 يونيو | جبت بكة، إيطاليا ملعب صلب $10،000 قرعة المباريات الفردية والزوجية                                                 | مارتينا كاريغارو آنا فلوريس 6–4، 6–4                          | أليكسيا غواراشي سالي بيرز                    | جاسمين باوليني هانا لاندنر                | ليزا سابينو أليكسيا غواراشي إيوانا لوريدانا روسكا كاميلا جيانجريكو كامبيز |
| 16 يونيو | آستانا، كازاخستان ملعب صلب $10،000 قرعة المباريات الفردية والزوجية                                                | صوفيا كفاتسابايا 0–6، 6–1، 6–2                                | أناستاسيا بريبلوفا                           | آنا فيسيلينوفيتش يوليا بريزغالوفا         | إليزافيتا خاباروفا فلادا إكشيباروفا ألكسندرا غرينيشينا إيكاترينا ياشينا   |
| 16 يونيو | آستانا، كازاخستان ملعب صلب $10،000 قرعة المباريات الفردية والزوجية                                                | صوفيا كفاتسابايا آنا فيسيلينوفيتش 7–6(7–5)، 7–6(7–3)          | ألبينا خابيبولينا إيكاترينا كيليوفا          | آنا فيسيلينوفيتش يوليا بريزغالوفا         | إليزافيتا خاباروفا فلادا إكشيباروفا ألكسندرا غرينيشينا إيكاترينا ياشينا   |
| 16 يونيو | كينتانا رو، المكسيك ملعب صلب $10،000 قرعة المباريات الفردية والزوجية                                              | فيكتوريا رودريغيز 4–6، 6–2، 6–4                               | آنا صوفيا سانشيز                             | آلي ويل كونستانزا غورشيس                  | شو تشينغ ون نيكول فرنكل كارين غوتورمسين كارولينا بيتانكورت                |
| 16 يونيو | كينتانا رو، المكسيك ملعب صلب $10،000 قرعة المباريات الفردية والزوجية                                              | أناميكا بارغافا آلي ويل 6–2، 6–2                              | فيكتوريا رودريغيز مارسيلا زكرياس             | آلي ويل كونستانزا غورشيس                  | شو تشينغ ون نيكول فرنكل كارين غوتورمسين كارولينا بيتانكورت                |
| 16 يونيو | ألكمار، هولندا ملعب ترابي $10،000 قرعة المباريات الفردية والزوجية                                                 | كاثرين شانتراين 3–6، 6–4، 6–4                                 | تمارا كورباتش                                | برناردا بيرا ناتيلا دزالاميدزه            | ماندي واجيماكر كاثارينا لينرت بياتريس فان دي فيلدي بياتريس حداد مايا      |
| 16 يونيو | ألكمار، هولندا ملعب ترابي $10،000 قرعة المباريات الفردية والزوجية                                                 | بياتريس حداد مايا برناردا بيرا 6–1، 1–6، [10–5]               | شارلوت فان دير ماي ماندي واجيماكر            | برناردا بيرا ناتيلا دزالاميدزه            | ماندي واجيماكر كاثارينا لينرت بياتريس فان دي فيلدي بياتريس حداد مايا      |
| 16 يونيو | غالاتس، رومانيا ملعب ترابي $10،000 قرعة المباريات الفردية والزوجية                                                | إيلينا بوغدان 6–3، 6–1                                        | أوانا جيورجيتا سيميون                        | أناستازيا فدوفينكو باتريسيا ماريا تيغ     | غابرييلا تالابا سيمونا يونيسكو أندريا أماليا روشكا كاميليا هريستيا        |
| 16 يونيو | غالاتس، رومانيا ملعب ترابي $10،000 قرعة المباريات الفردية والزوجية                                                | كاميليا هريستيا باتريسيا ماريا تيغ 6–3، 6–1                   | مارينا كولب نادييا كولب                      | أناستازيا فدوفينكو باتريسيا ماريا تيغ     | غابرييلا تالابا سيمونا يونيسكو أندريا أماليا روشكا كاميليا هريستيا        |
| 16 يونيو | نيش، صربيا ملعب ترابي $10،000 قرعة المباريات الفردية والزوجية                                                     | ماريا سكاري 3–6، 6–4، 6–1                                     | ديا هردجلاش                                  | كاتارينا آدموفيتش لينا جورتشيسكا          | مينا ماركوفيتش بيا كونينغ إيما بوليتش تشيلا أرجييلان                      |
| 16 يونيو | نيش، صربيا ملعب ترابي $10،000 قرعة المباريات الفردية والزوجية                                                     | ألكسندرا نانكاراو ماريا سكاري 6–3، 6–0                        | لينا جورتشيسكا مارينا لازيتش                 | كاتارينا آدموفيتش لينا جورتشيسكا          | مينا ماركوفيتش بيا كونينغ إيما بوليتش تشيلا أرجييلان                      |
| 16 يونيو | غيمتشون، كوريا الجنوبية ملعب صلب $10،000 قرعة المباريات الفردية والزوجية                                          | لي يي را 6–2، 6–2                                             | تشوي جي هي                                   | كانغ سيو كيونغ لو جياجينغ                 | هان زينيون هونج سيونغ يون Kim So-jung كيوكا أوكامورا                      |
| 16 يونيو | غيمتشون، كوريا الجنوبية ملعب صلب $10،000 قرعة المباريات الفردية والزوجية                                          | Kim So-jung لي يي را 6–3، 6–1                                 | تشوي جي هي لي هاي مين                        | كانغ سيو كيونغ لو جياجينغ                 | هان زينيون هونج سيونغ يون Kim So-jung كيوكا أوكامورا                      |
| 16 يونيو | تايبيه، تايوان ملعب صلب $10،000 قرعة المباريات الفردية والزوجية                                                   | لي يا-شوان 6–3، 6–2                                           | أكيكو أوميه                                  | يورينا كوشينو ميزونو كيجيما               | تشيهيرو نونوميه تشين بي-شوان شاي شو-يينغ ماي مينوكوشي                     |
| 16 يونيو | تايبيه، تايوان ملعب صلب $10،000 قرعة المباريات الفردية والزوجية                                                   | كاو شاو-يوان لي بي-تشي 6–1، 6–4                               | ماي مينوكوشي أكيكو أوميه                     | يورينا كوشينو ميزونو كيجيما               | تشيهيرو نونوميه تشين بي-شوان شاي شو-يينغ ماي مينوكوشي                     |
| 16 يونيو | اسطنبول، تركيا ملعب صلب $10،000 قرعة المباريات الفردية والزوجية                                                   | ايبك سويلو 6–3، 6–4                                           | ميليس سيزر                                   | باشاك إرايدن كلوتيلد دو برناردي           | جوليا ستاماتوفا كارولين روميو أنيت مونوزوفا أيلا أكسو                     |
| 16 يونيو | اسطنبول، تركيا ملعب صلب $10،000 قرعة المباريات الفردية والزوجية                                                   | أييلا أكسو ايبك سويلو 4–6، 6–3، [10–4]                        | إلكه ليمانس جوليا ستاماتوفا                  | باشاك إرايدن كلوتيلد دو برناردي           | جوليا ستاماتوفا كارولين روميو أنيت مونوزوفا أيلا أكسو                     |
| 16 يونيو | بيثاني بيتش، الولايات المتحدة ملعب ترابي $10،000 قرعة المباريات الفردية والزوجية                                  | كاترينا ستيوارت 6–0، 6–3                                      | جوسي كولمان                                  | إنغريد نيل بيجي بورتر                     | جوليا إلبابا بيترا يانوسكوفا كيتلين ووريسكي إيلي هالباور                  |
| 16 يونيو | بيثاني بيتش، الولايات المتحدة ملعب ترابي $10،000 قرعة المباريات الفردية والزوجية                                  | لينا ليتفاك ألكسندرا مولر 6–4، 6–1                            | ريما أساتريان كاترينا ستيوارت                | إنغريد نيل بيجي بورتر                     | جوليا إلبابا بيترا يانوسكوفا كيتلين ووريسكي إيلي هالباور                  |
| 23 يونيو | ITF Women's Circuit – Xi'an شيان، الصين ملعب صلب $50،000 Singles – Doubles                                        | دوان ينغينغ 4–6، 7–6(11–9)، 6–4                               | تشو لين                                      | جونري ناميجاتا هيروكو كواتا               | ريكو ساوياناجي شو يفيان هان نا لاي تشانغ لينغ                             |
| 23 يونيو | ITF Women's Circuit – Xi'an شيان، الصين ملعب صلب $50،000 Singles – Doubles                                        | لو جياجينغ وانغ يافان 6–3، 7–6(7–2)                           | ليانغ تشن يانغ زاوكسوان                      | جونري ناميجاتا هيروكو كواتا               | ريكو ساوياناجي شو يفيان هان نا لاي تشانغ لينغ                             |
| 23 يونيو | بيريغو، فرنسا ملعب ترابي $25،000 قرعة المباريات الفردية والزوجية                                                  | سيندي برغر 7–5، 6–1                                           | فلورنسيا مولينيرو                            | بولينا فينوجرادوفا آن شيفر                | غابرييلا سي إينيس فيرير سواريز جولي كوين فيونا فيرو                       |
| 23 يونيو | بيريغو، فرنسا ملعب ترابي $25،000 قرعة المباريات الفردية والزوجية                                                  | أندريا غاميز سارا سوريبس تورمو 5–7، 6–4، [10–8]               | غابرييلا سي فلورنسيا مولينيرو                | بولينا فينوجرادوفا آن شيفر                | غابرييلا سي إينيس فيرير سواريز جولي كوين فيونا فيرو                       |
| 23 يونيو | شتوتغارت، ألمانيا ملعب ترابي $25،000 قرعة المباريات الفردية والزوجية                                              | ماريانا دوكي 5–7، 6–2، 6–2                                    | كارينا ويثوفت                                | ريتشل هوجينكامب ماندي مينلا               | أرانتشا روس ألبرتا بريانتي لورا سيجموند فيكتوريا غولوبيتش                 |
| 23 يونيو | شتوتغارت، ألمانيا ملعب ترابي $25،000 قرعة المباريات الفردية والزوجية                                              | فيكتوريا غولوبيتش لورا سيجموند 6–3، 6–3                       | ليسلي كيرخوفس أرانتشا روس                    | ريتشل هوجينكامب ماندي مينلا               | أرانتشا روس ألبرتا بريانتي لورا سيجموند فيكتوريا غولوبيتش                 |
| 23 يونيو | شيوفوك، المجر ملعب ترابي $25،000 قرعة المباريات الفردية والزوجية                                                  | دينيزا أليرتوفا 6–2، 6–3                                      | مارتينا بوريتسكا                             | كريستينا كوكوفا آنا سافيتش                | صوفيا كوفالتس بيمرا أوزجن آنا فرلجيتش ناستجا كولار                        |
| 23 يونيو | شيوفوك، المجر ملعب ترابي $25،000 قرعة المباريات الفردية والزوجية                                                  | دينيزا أليرتوفا شانتال شكاملوفا 6–1، 6–3                      | مارتينا بوريتسكا بترا كرجسوفا                | كريستينا كوكوفا آنا سافيتش                | صوفيا كوفالتس بيمرا أوزجن آنا فرلجيتش ناستجا كولار                        |
| 23 يونيو | كريستينه هامن، السويد ملعب ترابي $25،000 قرعة المباريات الفردية والزوجية                                          | يساليني بونافنتور 6–3، 6–3                                    | مارينا ميلنيكوفا                             | صوفيا أرفيدسون سوزان سيليك                | كاترينا بوندارينكو ساندرا زانيوسكا تيريزا مارتينكوفا مارينا شامايكو       |
| 23 يونيو | كريستينه هامن، السويد ملعب ترابي $25،000 قرعة المباريات الفردية والزوجية                                          | كاترينا بوندارينكو كورنيليا ليستر انسحاب                      | يساليني بونافنتور ساندرا زانيوسكا            | صوفيا أرفيدسون سوزان سيليك                | كاترينا بوندارينكو ساندرا زانيوسكا تيريزا مارتينكوفا مارينا شامايكو       |
| 23 يونيو | بريدا، هولندا ملعب ترابي $15،000 قرعة المباريات الفردية والزوجية                                                  | برناردا بيرا 6–1، 7–6(10–8)                                   | بياتريس حداد مايا                            | تاتيانا بوا مانو أركانجيولي               | أندريا كوخ بنفنوتو جايني شيبنس ديبورا كيرفس كيرين ليموين                  |
| 23 يونيو | بريدا، هولندا ملعب ترابي $15،000 قرعة المباريات الفردية والزوجية                                                  | ناتيلا دزالاميدزه سفيتلانا بيرازينكا 6–4، 6–1                 | ديمي شورس إيفا واكانو                        | تاتيانا بوا مانو أركانجيولي               | أندريا كوخ بنفنوتو جايني شيبنس ديبورا كيرفس كيرين ليموين                  |
| 23 يونيو | شرم الشيخ، مصر ملعب صلب $10،000 قرعة المباريات الفردية والزوجية                                                   | يان أبازا 6–2، 3–6، 6–4                                       | ديسبينا باباميتشايل                          | آنا مورجينا كلوديا ويليامز                | ريسا هاسيغاوا ناعومي توتكا ديسبينا فوجاساري علا أبو ذكري                  |
| 23 يونيو | شرم الشيخ، مصر ملعب صلب $10،000 قرعة المباريات الفردية والزوجية                                                   | ماغالي كيمبين آنا مورجينا 6–4، 3–6، [10–2]                    | يان أبازا علا أبو ذكري                       | آنا مورجينا كلوديا ويليامز                | ريسا هاسيغاوا ناعومي توتكا ديسبينا فوجاساري علا أبو ذكري                  |
| 23 يونيو | روما، إيطاليا ملعب ترابي $10،000 قرعة المباريات الفردية والزوجية                                                  | لودميلا سامسونوفا 6–2، 2–6، 6–4                               | تيس سوغنو                                    | كاثارينا ليهنرت ديبورا شايزا              | إسْتيل غويزار كارولينا بيلوت جاسمين باوليني أليس سافوريتي                  |
| 23 يونيو | روما، إيطاليا ملعب ترابي $10،000 قرعة المباريات الفردية والزوجية                                                  | ليزا سابينو أليس سافوريتي 6–7(3–7)، 7–5، [10–5]               | لويزا ماري هوبر جوليا واشتشزيك               | كاثارينا ليهنرت ديبورا شايزا              | إسْتيل غويزار كارولينا بيلوت جاسمين باوليني أليس سافوريتي                  |
| 23 يونيو | أستانا، كازاخستان ملعب صلب $10،000 قرعة المباريات الفردية والزوجية                                                | فلادا إكشيباروفا 7–5، 6–3                                     | صوفيا كفاتسابايا                             | كسينيا شريفوفا يوليا بريزغالوفا           | آنا فيسيلينوفيتش غوزال آينيتدينوفا إيكاترينا مانكينا أرينا فولتس          |
| 23 يونيو | أستانا، كازاخستان ملعب صلب $10،000 قرعة المباريات الفردية والزوجية                                                | ألبينا خابيبولينا إيكاترينا كليوفا 6–3، 6–1                   | آنا غريغوريان جوليا فاليتوفا                 | كسينيا شريفوفا يوليا بريزغالوفا           | آنا فيسيلينوفيتش غوزال آينيتدينوفا إيكاترينا مانكينا أرينا فولتس          |
| 23 يونيو | كوينتانا روو، المكسيك ملعب صلب $10،000 قرعة المباريات الفردية والزوجية                                            | آنا صوفيا سانشيز 3–6، 6–0، 6–0                                | آلي ويل                                      | ماريارينيا غوتيريز فيكتوريا رودريغيز      | زيمينا هيرموسو مارسيلا زكرياس كاميلا فوينتيس كارولينا بيتانكورت           |
| 23 يونيو | كوينتانا روو، المكسيك ملعب صلب $10،000 قرعة المباريات الفردية والزوجية                                            | أناميكا بارغافا آلي ويل 6–0، 6–4                              | فيكتوريا رودريغيز مارسيلا زكرياس             | ماريارينيا غوتيريز فيكتوريا رودريغيز      | زيمينا هيرموسو مارسيلا زكرياس كاميلا فوينتيس كارولينا بيتانكورت           |
| 23 يونيو | أمارنتة، البرتغال ملعب صلب $10،000 قرعة المباريات الفردية والزوجية                                                | أوسيان دودان 6–3، 6–2                                         | فاليريا ستراكوفا                             | باربارا هاس باربارا لوز                   | أولغا سايز لارا جيد شولينك جيسيكا بونشيه أناستاسيا كوماردينا              |
| 23 يونيو | أمارنتة، البرتغال ملعب صلب $10،000 قرعة المباريات الفردية والزوجية                                                | أناستاسيا كوماردينا Valeriya Strakhova 3–6، 7–5، [10–6]       | باربارا هاس ناتاليا سيدليسكا                 | باربارا هاس باربارا لوز                   | أولغا سايز لارا جيد شولينك جيسيكا بونشيه أناستاسيا كوماردينا              |
| 23 يونيو | بوخارست، رومانيا ملعب ترابي $10،000 قرعة المباريات الفردية والزوجية نسخة محفوظة 2015-04-02 على موقع واي باك مشين. | كريستينا إيني 6–4، 6–3                                        | كريستينا دينو                                | كريستينا ستانكو إيلينا بوغدان             | إيوانا دوكو آنا بيانكا ميهايلا أوانا جورجيتا سيميون غابرييلا تلابا        |
| 23 يونيو | بوخارست، رومانيا ملعب ترابي $10،000 قرعة المباريات الفردية والزوجية نسخة محفوظة 2015-04-02 على موقع واي باك مشين. | رالوكا إلينا بلاتون كريستينا ستانكو 6–0، 6–3                  | نيكولا هوراكوفا أناستازيا فدوفينكو           | كريستينا ستانكو إيلينا بوغدان             | إيوانا دوكو آنا بيانكا ميهايلا أوانا جورجيتا سيميون غابرييلا تلابا        |
| 23 يونيو | بروكوبلي، صربيا ملعب ترابي $10،000 قرعة المباريات الفردية والزوجية                                                | إليزابيتا يانتشوك 1–6، 7–5، 6–3                               | ألكساندرا نانكارو                            | جابريلا بانتوشكوفا فيندولا زوفينتشوفا     | لينا جورشيسكا ديا هردجلاش نينا ستويانوفيتش جوليا إيسين                    |
| 23 يونيو | بروكوبلي، صربيا ملعب ترابي $10،000 قرعة المباريات الفردية والزوجية                                                | لينا جورشيسكا ألكساندرا نانكارو 6–2، 6–4                      | جوليا إيسين لوتفية إيسين                     | جابريلا بانتوشكوفا فيندولا زوفينتشوفا     | لينا جورشيسكا ديا هردجلاش نينا ستويانوفيتش جوليا إيسين                    |
| 23 يونيو | جيمشيون، كوريا الجنوبية ملعب صلب $10،000 قرعة المباريات الفردية والزوجية                                          | لي يي را 6–1، 7–5                                             | تشوي جي-هي                                   | كيوكا أوكامورا جيونج سونام                | هاروكا كاجي Kim So-jung هونج سيونغ يون كيم سن-جونغ                        |
| 23 يونيو | جيمشيون، كوريا الجنوبية ملعب صلب $10،000 قرعة المباريات الفردية والزوجية                                          | Kim So-jung لي يي را 7–5، 2–6، [11–9]                         | تشوي جي-هي ماكوتو نينوميا                    | كيوكا أوكامورا جيونج سونام                | هاروكا كاجي Kim So-jung هونج سيونغ يون كيم سن-جونغ                        |
| 23 يونيو | مليلية، إسبانيا ملعب صلب $10،000 قرعة المباريات الفردية والزوجية                                                  | لوسيا سيرفيرا فاسكويز 4–6، 7–6(7–5)، 7–6(16–14)               | جورجينا غارسيا بيريز                         | كاميلا جيانجريكو كامبيز مانشا فوستر       | أينوا أتوكا غوميز فديريكا أرتشيدياكونو أولغا باريز أزكويتا جوزيفين بوالام |
| 23 يونيو | مليلية، إسبانيا ملعب صلب $10،000 قرعة المباريات الفردية والزوجية                                                  | لوسيا سيرفيرا فاسكويز أولغا باريز أزكويتا 7–5، 4–6، [10–6]    | جيل نورا إنجلمان كاثارينا هيرنج              | كاميلا جيانجريكو كامبيز مانشا فوستر       | أينوا أتوكا غوميز فديريكا أرتشيدياكونو أولغا باريز أزكويتا جوزيفين بوالام |
| 23 يونيو | بانكوك، تايلاند ملعب صلب 10،000 دولار قرعة المباريات الفردية والزوجية                                             | اليسي ميرتنز 6–3، 6–2                                         | لي بي-تشي                                    | ميو كاتو نودنيدا لوانجنام                 | بياتريس جوموليا كاثرين ويستبيري بينجتارن بليبويتش جيسي رومبيس             |
| 23 يونيو | بانكوك، تايلاند ملعب صلب 10،000 دولار قرعة المباريات الفردية والزوجية                                             | يومي ميازاكي كوتومي تاكاته 6–3، 6–1                           | لي بي-تشي نونجنادا واناسوك                   | ميو كاتو نودنيدا لوانجنام                 | بياتريس جوموليا كاثرين ويستبيري بينجتارن بليبويتش جيسي رومبيس             |
| 23 يونيو | قونية، تركيا ملعب صلب 10،000 دولار قرعة المباريات الفردية والزوجية                                                | ميليس سيزر 6–2، 6–3                                           | أغني ستيفانو                                 | كارولين روميو جوليا ستاماتوفا             | مارغريتا لازاريفا أنطونينا ليساكوفا ليزا-ماري ماتشكه إلينا جيتشيفا        |
| 23 يونيو | قونية، تركيا ملعب صلب 10،000 دولار قرعة المباريات الفردية والزوجية                                                | مارغريتا لازاريفا ميليس سيزر 6–3، 6–2                         | كليمانس فايل موج توبيسل                      | كارولين روميو جوليا ستاماتوفا             | مارغريتا لازاريفا أنطونينا ليساكوفا ليزا-ماري ماتشكه إلينا جيتشيفا        |
| 23 يونيو | شارلوت، الولايات المتحدة ملعب ترابي 10،000 دولار قرعة المباريات الفردية والزوجية                                  | كاترينا ستيوارت 6–1، 7–6(7–2)                                 | جوزي كولمان                                  | كاتيرينا ييرجينا إليزابيث فورنييه         | ماري نوريس ألكسندرا فالينشتاين بيغي بورتر لينا ليتفاك                     |
| 23 يونيو | شارلوت، الولايات المتحدة ملعب ترابي 10،000 دولار قرعة المباريات الفردية والزوجية                                  | لينا ليتفاك ألكسندرا مولر 6–3، 6–3                            | صوفي تشانغ أندي دانييل                       | كاتيرينا ييرجينا إليزابيث فورنييه         | ماري نوريس ألكسندرا فالينشتاين بيغي بورتر لينا ليتفاك                     |
| 30 يونيو | Lorraine Open 88 كونتركسفيل، فرنسا ملعب ترابي $100،000 Singles – Doubles                                          | ايرينا كاميليا باغو 6–3، 6–4                                  | كايا كانيبي                                  | يوهانا لارسون ميلاني أودين                | شيلبي روجرز ماندي مينلا آنا تاتيشفيلي آنيكا بيك                           |
| 30 يونيو | Lorraine Open 88 كونتركسفيل، فرنسا ملعب ترابي $100،000 Singles – Doubles                                          | ألكسندرا بانوفا لورا ثورب 6–3، 4–0، انسحاب.                   | ايرينا كاميليا باغو ماريا إيروغيين           | يوهانا لارسون ميلاني أودين                | شيلبي روجرز ماندي مينلا آنا تاتيشفيلي آنيكا بيك                           |
| 30 يونيو | Reinert Open فرسمولد، ألمانيا ملعب ترابي $50،000 Singles – Doubles                                                | كاتيرينا كوزلوفا 6–4، 6–7(3–7)، 6–1                           | ريتشل هوجينكامب                              | كارينا ويثوفت ديناه بفيزينماير            | كاترينا سينياكوفا آنا لينا فريدسام إيكاترينا ألكسندروفا صوفيا شاباتافا    |
| 30 يونيو | Reinert Open فرسمولد، ألمانيا ملعب ترابي $50،000 Singles – Doubles                                                | غابرييلا دابروفسكي ماريانا دوك 6–4، 6–2                       | فيرونيكا سبيد رويج ستيفاني فوجت              | كارينا ويثوفت ديناه بفيزينماير            | كاترينا سينياكوفا آنا لينا فريدسام إيكاترينا ألكسندروفا صوفيا شاباتافا    |
| 30 يونيو | دينين، فرنسا ملعب ترابي $25،000 قرعة المباريات الفردية والزوجية                                                   | أندريا ميتو 4–6، 6–2، 6–1                                     | فيونا فيرو                                   | باولا كريستينا غونسالفيس إستيل كاسينو     | أماندا كاريراس نيجينا أبدوريموفا جولي كوين فلورنسيا مولينيرو              |
| 30 يونيو | دينين، فرنسا ملعب ترابي $25،000 قرعة المباريات الفردية والزوجية                                                   | باولا كريستينا غونسالفيس فلورنسيا مولينيرو 7–6(7–3)، 7–6(7–4) | نيكولا سلاتر كارولينا ولوداركزاك             | باولا كريستينا غونسالفيس إستيل كاسينو     | أماندا كاريراس نيجينا أبدوريموفا جولي كوين فلورنسيا مولينيرو              |
| 30 يونيو | Middelburg، هولندا ملعب ترابي $25،000 قرعة المباريات الفردية والزوجية                                             | يفجينيا رودينا 7–5، 7–5                                       | أنجيليك فان دير ميت                          | بياتريس حداد مايا ميلاني كلافنير          | مارينا شامايكو ديمي شورس كيرين ليموين برناردا بيرا                        |
| 30 يونيو | Middelburg، هولندا ملعب ترابي $25،000 قرعة المباريات الفردية والزوجية                                             | أنجيليك فان دير ميت برنيس فان دي فيلد 7–6(7–4)، 3–6، [10–5]   | فيرونيكا كوديرميتوفا يفجينيا رودينا          | بياتريس حداد مايا ميلاني كلافنير          | مارينا شامايكو ديمي شورس كيرين ليموين برناردا بيرا                        |
| 30 يونيو | تورون، بولندا ملعب ترابي $25،000 قرعة المباريات الفردية والزوجية نسخة محفوظة 2016-03-18 على موقع واي باك مشين.    | باربورا كرجتشيكوفا 6–4، 6–1                                   | ماريا سكاري                                  | بيترا أوبرالوفا مارتينا بوريتسكا          | يوهانا جاكسيك بيرنيلا مينديسوفا سيلفيا نجيريتش أليكساندرا ساسنوفيتش       |
| 30 يونيو | تورون، بولندا ملعب ترابي $25،000 قرعة المباريات الفردية والزوجية نسخة محفوظة 2016-03-18 على موقع واي باك مشين.    | مارتينا بوريتسكا مارتينا كوبتشيكوفا 7–6(7–4)، 6–2             | هيلدا ميلاندر شانتال شكاملوفا                | بيترا أوبرالوفا مارتينا بوريتسكا          | يوهانا جاكسيك بيرنيلا مينديسوفا سيلفيا نجيريتش أليكساندرا ساسنوفيتش       |
| 30 يونيو | بروكسل، بلجيكا ملعب ترابي $10،000 قرعة المباريات الفردية والزوجية                                                 | كلارتيي ليبينز 7–6(7–4)، 4–6، 6–1                             | أليس ماتيوكسي                                | صوفي أوين ناتيلا دزالاميدزه               | فالنتيني جراماتيكوبولو كاميلا روساتيلو ديانا بوزيان أنجليكي كايري         |
| 30 يونيو | بروكسل، بلجيكا ملعب ترابي $10،000 قرعة المباريات الفردية والزوجية                                                 | أليس ماتيوكسي كاميلا روساتيلو 6–4، 3–6، [10–3]                | ديانا بوزيان ناتيلا دزالاميدزه               | صوفي أوين ناتيلا دزالاميدزه               | فالنتيني جراماتيكوبولو كاميلا روساتيلو ديانا بوزيان أنجليكي كايري         |
| 30 يونيو | شرم الشيخ، مصر ملعب صلب $10،000 قرعة المباريات الفردية والزوجية                                                   | إيليني كوردولايمي 7–6(7–1)، 3–6، 7–5                          | يان أبازا                                    | علا أبو ذكري بولين بايت                   | جوليا بروزوني جورجيا بينتو أنستاسيا شاولوكسايا أليكسندريا ستيلر           |
| 30 يونيو | شرم الشيخ، مصر ملعب صلب $10،000 قرعة المباريات الفردية والزوجية                                                   | يان أبازا علا أبو ذكري 6–4، 3–6، [10–7]                       | إيليني كوردولايمي ديسبوينا فوجاساري          | علا أبو ذكري بولين بايت                   | جوليا بروزوني جورجيا بينتو أنستاسيا شاولوكسايا أليكسندريا ستيلر           |
| 30 يونيو | كأس أسترا إيطاليا للتنس تودي، إيطاليا ملعب ترابي $10،000 فردي – زوجي                                              | أليس سافوريتي 6–3، 6–3                                        | لورين إمبري                                  | كاميلا جيانجريكو كامبيز كورينا دينتوني    | ريبيكا بيترسون تيس سوجنو يلينا سيميتش فرانشيسكا سيجاريلي                  |
| 30 يونيو | كأس أسترا إيطاليا للتنس تودي، إيطاليا ملعب ترابي $10،000 فردي – زوجي                                              | ديبورا كييسا بياتريس لومباردو 6–3، 3–6، [10–8]                | فيديريكا دي ساررا أليس سافوريتي              | كاميلا جيانجريكو كامبيز كورينا دينتوني    | ريبيكا بيترسون تيس سوجنو يلينا سيميتش فرانشيسكا سيجاريلي                  |
| 30 يونيو | أستانا، كازاخستان ملعب صلب $10،000 قرعة المباريات الفردية والزوجية                                                | فلادا إكشيباروفا 6–3، 6–4                                     | ماريام بولكفادزه                             | ماريا تساكانيان إيكاترينا كليوفا          | ألكسندرا غرينشيشينا غوزال أينيتدينوفا آرينا فولتس آنا غريغوريان           |
| 30 يونيو | أستانا، كازاخستان ملعب صلب $10،000 قرعة المباريات الفردية والزوجية                                                | فيكتوريا مون ماريا تساكانيان 6–3، 6–4                         | كسينيا دميتريفا آرينا فولتس                  | ماريا تساكانيان إيكاترينا كليوفا          | ألكسندرا غرينشيشينا غوزال أينيتدينوفا آرينا فولتس آنا غريغوريان           |
| 30 يونيو | كوينتانا رو، المكسيك ملعب صلب $10،000 قرعة المباريات الفردية والزوجية                                             | آنا صوفيا سانشيز 4–6، 6–4، 6–0                                | مارسيلا زكرياس                               | زيمينا هيرموسو أولايا غاريدو ريفاس        | شو تشينغ ون آنا بولا نيفا دي لوس ريوس ماريريني جوتيريز ماريا بولينا بيريز |
| 30 يونيو | كوينتانا رو، المكسيك ملعب صلب $10،000 قرعة المباريات الفردية والزوجية                                             | لوريتو ألونسو مارتينيز ماريا فيرناندا نافارو أوليفا 6–4، 6–2  | كارولينا بيتانكورت آنا بولا نيفا دي لوس ريوس | زيمينا هيرموسو أولايا غاريدو ريفاس        | شو تشينغ ون آنا بولا نيفا دي لوس ريوس ماريريني جوتيريز ماريا بولينا بيريز |
| 30 يونيو | بروكوپلي، صربيا ملعب ترابي $10،000 قرعة المباريات الفردية والزوجية                                                | ألكسندرا نانكارو 4–6، 6–4، 6–2                                | لينا غورشيسكا                                | غابرييلا بانتوسكوفا إليزافيتا يانشوك      | لينكا وينروفا دونجا ستامينكوفيتش كاتارينا اداموفيتش ديا هردجلاش           |
| 30 يونيو | بروكوپلي، صربيا ملعب ترابي $10،000 قرعة المباريات الفردية والزوجية                                                | لينا غورشيسكا ألكسندرا نانكارو 6–4، 7–6(7–5)                  | أولغا فريدمان إليزافيتا يانشوك               | غابرييلا بانتوسكوفا إليزافيتا يانشوك      | لينكا وينروفا دونجا ستامينكوفيتش كاتارينا اداموفيتش ديا هردجلاش           |
| 30 يونيو | جمشيون، كوريا الجنوبية ملعب صلب $10،000 قرعة المباريات الفردية والزوجية                                           | لي سو را 7–6(7–2)، 2–6، 6–4                                   | هان نا لاي                                   | لو جياجينغ هاروكا كاجي                    | جيونغ يونغ وون كيم جي سون كانغ سو كيونغ تشوي جي هي                        |
| 30 يونيو | جمشيون، كوريا الجنوبية ملعب صلب $10،000 قرعة المباريات الفردية والزوجية                                           | تشوي جي هي ماكوتو نينوميا 6–3، 7–6(8–6)                       | هان نا لاي يو مي                             | لو جياجينغ هاروكا كاجي                    | جيونغ يونغ وون كيم جي سون كانغ سو كيونغ تشوي جي هي                        |
| 30 يونيو | بانكوك، تايلاند ملعب صلب $10،000 قرعة المباريات الفردية والزوجية                                                  | اليسي ميرتنز 6–1، 6–1                                         | نونجنادا واناسوك                             | سابينا شاريبوفا كاثرين ويستبوري           | كوتومي تاكاهاتا كسون فانجيينغ كامونوان بوايام فاراتشايا وونجتينتشاي       |
| 30 يونيو | بانكوك، تايلاند ملعب صلب $10،000 قرعة المباريات الفردية والزوجية                                                  | ميو كاتو أكيكو أومي 6–0، 6–0                                  | كامونوان بوايام نونجنادا واناسوك             | سابينا شاريبوفا كاثرين ويستبوري           | كوتومي تاكاهاتا كسون فانجيينغ كامونوان بوايام فاراتشايا وونجتينتشاي       |
| 30 يونيو | إسطنبول، تركيا ملعب صلب $10،000 قرعة المباريات الفردية والزوجية                                                   | كلوثيلد دي برناردي 6–2، 6–3                                   | كريستينا أداميسكو                            | أغني ستيفانو ماريا موخ                    | نادييا كولب ميليس سيزر كسينيا ألكان ستيفانا أندري                         |
| 30 يونيو | إسطنبول، تركيا ملعب صلب $10،000 قرعة المباريات الفردية والزوجية                                                   | باشاك إرايدن ميليس سيزر 2–6، 6–0، [10–7]                      | ماريا موخ أنيت مونوزوفا                      | أغني ستيفانو ماريا موخ                    | نادييا كولب ميليس سيزر كسينيا ألكان ستيفانا أندري                         |

## الروابط الخارجية
- "10،600 لاعبة، 1135 حدثًا: جولة الاتحاد الدولي لكرة المضرب العالمية للسيدات لعام 2023 بالأرقام". الاتحاد الدولي لكرة المضرب. اطلع عليه بتاريخ 2024-01-02.
- "أجندة جولة الاتحاد الدولي لكرة المضرب العالمية للسيدات". الاتحاد الدولي لكرة المضرب. اطلع عليه بتاريخ 2024-01-02.
- الاتحاد الدولي لكرة المضرب